# آیین مانوی

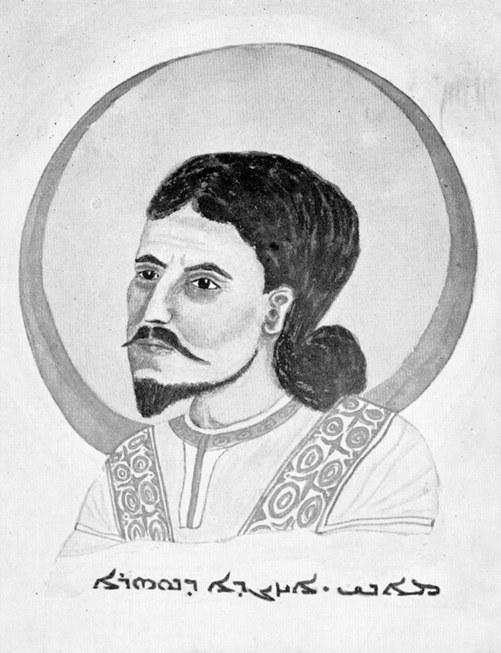
مانی پیام‌آور آیین مانوی ؛ که از نجبای اشکانی بود و در آغاز سدهٔ سوم میلادی آیین تازه‌ای را بنیان نهاد.

مانویت (Manichaeism) یکی از ادیان دوگانه‌باور با ریشه‌های گنوسی بود که در قرن سوم میلادی به‌دست مانی (۲۱۶–۲۷۶ میلادی)، پیامبری ایرانی‌تبار، بنیان‌گذاری شد. این آیین با ترکیب عناصر زرتشتی، مسیحی، بودایی، و گنوسی، در تلاش بود تا دینی جهانی و جامع از حقیقت ایجاد کند. مانویت در دوره‌هایی از تاریخ از خاورمیانه تا چین و شمال آفریقا گسترش یافت، اما به‌دلیل تعارض با ادیان رسمی و مشکلات اجتماعی، به تدریج از میان رفت.
مانی، پسر فاتک همدانی، آن را در سدهٔ سوم میلادی در ایران‌شهر بنیان گذاشت. این دین ایده مسیح منجی را از مهرپرستی که در مسیحیت نیز وارد شده بود، باور به دوگانگی نیکی و بدی را از دین 
زروانی و تناسخ را از آیین بودایی وام گرفته بود. در باور مانوی جنگ میان دو جهان تاریکی و روشنایی به نابودی ماده و رهایی روح کشیده می‌شود. جهان مادی در دین مانوی نماد تاریکی و پلیدی است و انسان که موجودی دوگانه است (روح از جهان روشنایی و تن از جهان تاریکی) می‌تواند به نیروهای روشنایی برای پیروزی واپسین کمک کند.
این آیین در زمان کوتاهی بر پهنهٔ پهناوری از جهان آن روزگار مانند خاورمیانه، اروپا، شمال آفریقا، هند، چین و آسیای میانه سایه گستراند؛ و تا سدهٔ دهم میلادی کماکان توانایی جهان‌گیری خود را نگه داشت. پس از آن اندک‌اندک از همه‌گیری‌اش کاسته شد. دشمنی موبدان زرتشتی با خود مانی و آموزه‌هایش و بی‌دین شمردن پیروان این آیین عرفانی از سوی مسلمانان زمینه‌های نابودی مانوی‌گری را در جهان فراهم ساخت. کلیسای کاتولیک نیز گرایش مانویت را بی‌دینی دانسته‌ بود؛ با این‌همه مانویان هم‌بستگی خود را تا زمان‌های دراز، پاسداری نموده و به دین خود باورمند ماندند.
در آیین مانوی انسان دارای دو بعد خدایی و منور و اهریمنی و تاریک است که حاصل امتزاج روشنی و تاریکی در زمان اسطوره‌های آفرینش است. انسان باید به روح خود که همان ذرات روشن دربند است بنگرد و تن و جهان و آنچه در آن است را به بوته فراموشی بسپارد. پرداختن به آنچه به روح بازمی‌گردد مانند گرایش به هنر و شکوفایی استعدادها و ذوق‌ها و نیز مهر و برادری شیوه‌ای پرستش به شمار می‌رود. باور مانویان بر این بود که در پایان جهان در نبرد بزرگ میان روشنی و تاریکی، روح بر ماده و روشنی بر تاریکی و نیکی بر پلیدی پیروز می‌شود؛ و ارواح دربند که روشنایی‌های خدایی هستند از زندان تن و جهان آزاد شده و به سوی سرزمین روشنایی بازمی‌گردند. اگرچه امروزه مانویان از صحنه روزگار کنار رفته‌اند و سده‌هاست که این دین دیگر پیروانی ندارد ولی اثرهای انکارناپذیر آن را در عرفان اسلامی و مسیحی می‌توان بازیافت.
گرایش مانویان به نوشتن آثار خود همراه با خلاقیت هنری زمینه‌ساز گسترش شگردهای کتاب‌آرایی، نقاشی، موسیقی و خوش‌نویسی گردید. پیروان دین مانی که دین‌آور نامیده می‌شدند، به دو ردهٔ برجسته بخش می‌شدند: گزیدگان و نیوشاییان. گزیدگان، اندک کسانی بودند که کارشان سفر و تبلیغ دین بود و نیوشاییان ردهٔ تودهٔ مردم بودند. فرمان‌های مانی برای دو رده یکسان نبود؛ برای نمونه ازدواج، تولید مثل و خوردن گوشت برای گزیدگان روا نبود؛ ولی نیوشاییان می‌توانستند یک‌بار ازدواج کنند و همچنین اگر خودشان جانور را نمی‌کشتند، می‌توانستند از گوشتش بهره‌مند شوند. در پخش باورها و نوآفرینی‌های ادبی و شاعرانه خود بسیار کوشا بودند و همین زمینه‌ساز پدید آمدن ادبیات و خط مانوی شد که بیشتر به زبان‌های سریانی، پارسی‌میانه، پهلوی اشکانی، سغدی، ترکی اویغوری، چینی، قبطی و یونانی بود. آثار مانویان بیشتر بر روی چرم یا پاپیروس نوشته می‌شد و نوشته‌ها را با رنگ، شکل و طرح می‌آراستند. مانی را برای نگاشتن کتاب ارژنگ که سرتاسر نقاشی بود، پیامبر نقاش نیز خوانده‌اند.
گمان می‌رود دین مانوی در بازهٔ سده سیزدهم (میلادی) تا سده هفدهم (میلادی) در جنوب چین برای همیشه ازمیان‌رفت. نزدیک‌ترین دین زنده جهان به مانویت آیین مندایی است که صابئین استان خوزستان بدان باور دارند.

## پیشینه

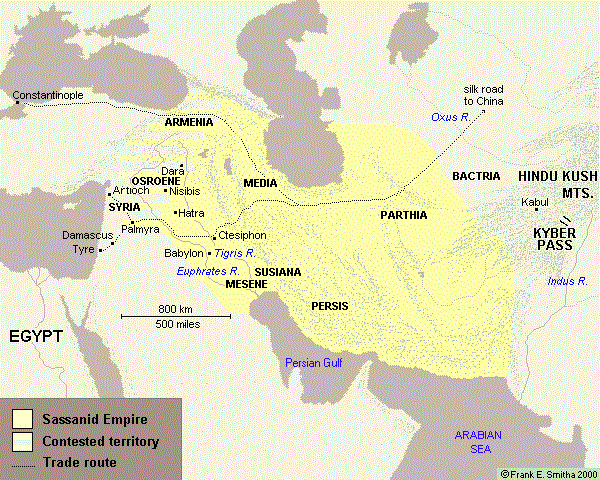
حدود سیاسی کشور ایران در زمان ظهور مانی در دوره فرمانروایی شاپور یکم.

این آیین در ایران دوران ساسانیان مخصوصاً در دوره شاپور یکم و پس از آن پادشاهی یکساله هرمز گسترش فراوانی داشته‌است. مانی پیش از پادشاهی شاپور یکم در زمان اردشیر بابکان ایران را ترک و به چین و هندوستان سفر کرده بود. از آنجا به ایران بازگشته و در راه بازگشت ضمن تبلیغ آیین خود به دانشگاه جندی‌شاپور نزد شاپور یکم رفته و دین خود را بر او عرضه نمود. با وجود مخالفت روحانیان زرتشتی مانی موفق می‌شود از شاپور برای گسترش ایدئولوژی جدید خود اجازه تبلیغ بگیرد. او کتابی بنام شاپورگان را نیز تألیف کرده و به شاپور تقدیم نمود. در دوره هرمز یکم شاه ساسانی که ظاهراً بر کیش مانوی بود گسترش دین با مشکلی مواجه نشد اما تحریکات کرتیر موجب شد که بهرام یکم ساسانی فرمان کشتن و دارآویختن مانی را در دانشگاه جندی‌شاپور صادر کند. به‌دنبال این حادثه و مهاجرت مانویان از ایران به سوی چین و روم و ممالک دوردست شاهنشاهی ساسانی دین مانوی وارد مرحلهٔ جدیدی شد. مانویت که از جمله فرقه‌های عرفانی گنوستیک است و به فروتنی و سیر عرفانی گرایش دارد به مدت هشتاد سال دین رسمی دولت اویغورستان در چین بود. دین مانی تا پایان سال ۲۷۳ میلادی در سرتاسر ایران منتشر شد و پس از آن با سرعت بیشتری سایر سرزمین‌های متمدن آن زمان را نیز دربرگرفت. از آنجا که مانی خود را فارقلیط بشارت داده شده می‌نامید، آیینش هرجا که می‌رسید به‌سرعت بر اساس زبان و فرهنگ و اساطیر آن منطقه درمی‌آمد و به گونه‌ای بومی می‌شد. همین ویژگی از عوامل اساسی پیشرفت و گسترش آن بود. خود مانی این مهم را به زبان پارسی میانه به اینصورت بیان کرده‌است:

den ig man wizid az abarigan den i peshinigan pad dah xir fray ud wihtar ast...den i ahenagan pad yak shahr ud yak izwan bud.den i man ad ku pad harw shahr ud wisp izwan paydag bawad ud pad shahran duran keshihed

ترجمهٔ فارسی امروزی:
دینی که من گزیدم از دیگر دین پیشینیان به ده چیز فرا و بهتر است… دین پیشینیان به یک شهر و یک زبان بود. پس دین من چنان است که به هر شهر و همه زبان‌ها پیدا بُوَد (خواهد بود) و به کشورهای دور آموخته خواهد شد.
آغاز این آیین به میانرودان بازمی‌گردد و در نزدیکی مداین پدر مانی فاتک که پیرو مذهب مندایی یا فرق گنوسی الخسائیه بود راه جدیدی در پیش گرفت و قناعت‌گری ویژه‌ای پیشه کرد. خود مانی بواسطهٔ الهامی که بیان داشته بود از فرشته‌ای بنام توم یا همان همزاد دریافت کرده از خوردن گوشت و شراب و معاشقه با زنان پرهیز کرده و راه سفر هندوستان پیشه ساخت. مانی که در محیطی -از نظر عقاید بومی در تضاد، پرورش یافته بود باورهای مختلف ادیان رایج در آن منطقه را جذب نمود و در پی سفر به هندوستان تناسخ را نیز بدان افزود. نزدیکی دین مانوی با دین مندایی و مسیحی و زرتشتی و بودایی و نیز فرقه‌های گنوسی موید این نکته است.

## گسترش پیروان

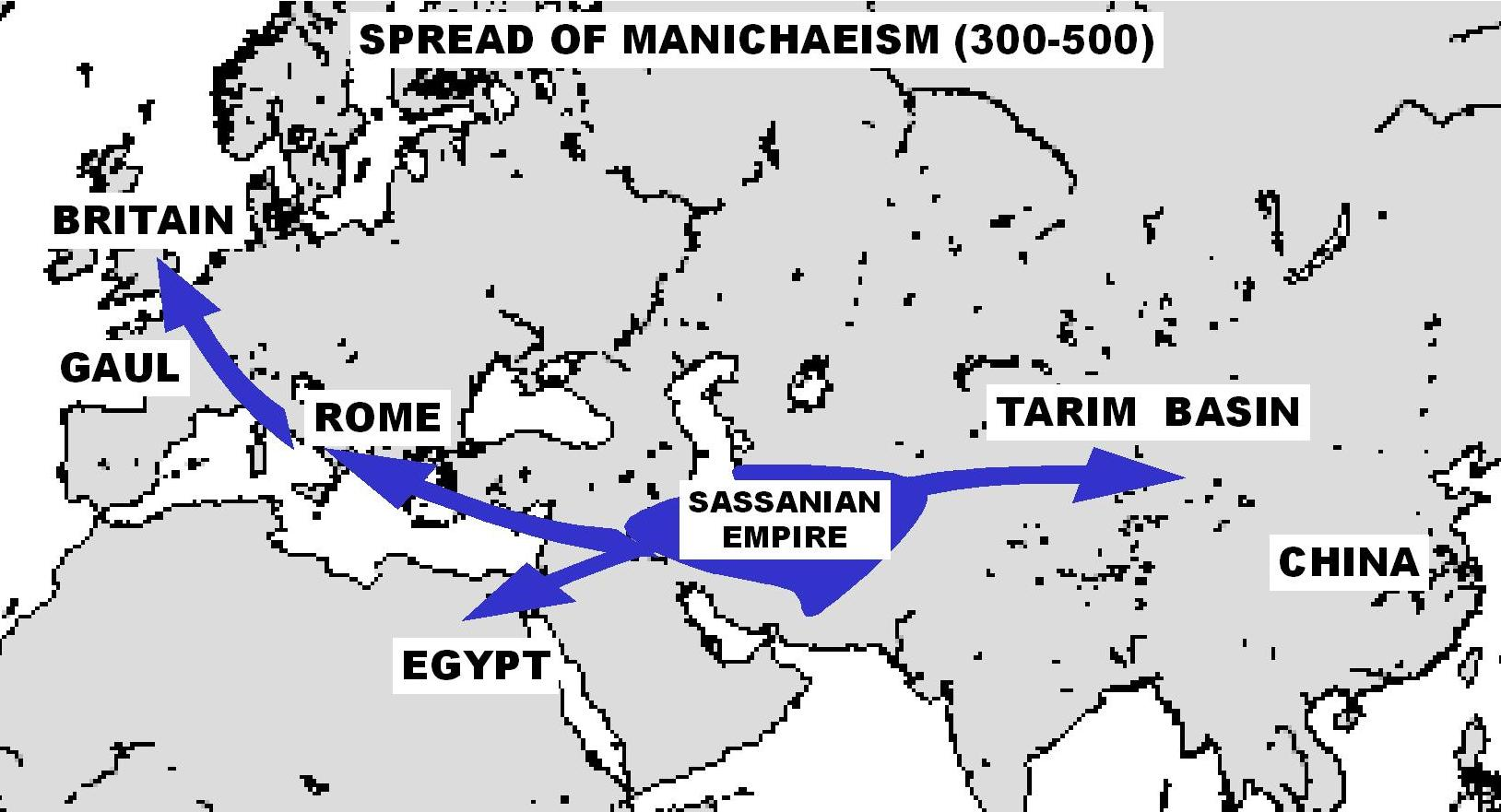
نقشه نمایانگر نفود آیین مانی در سده‌های سوم تا پنجم بعد از مسیح

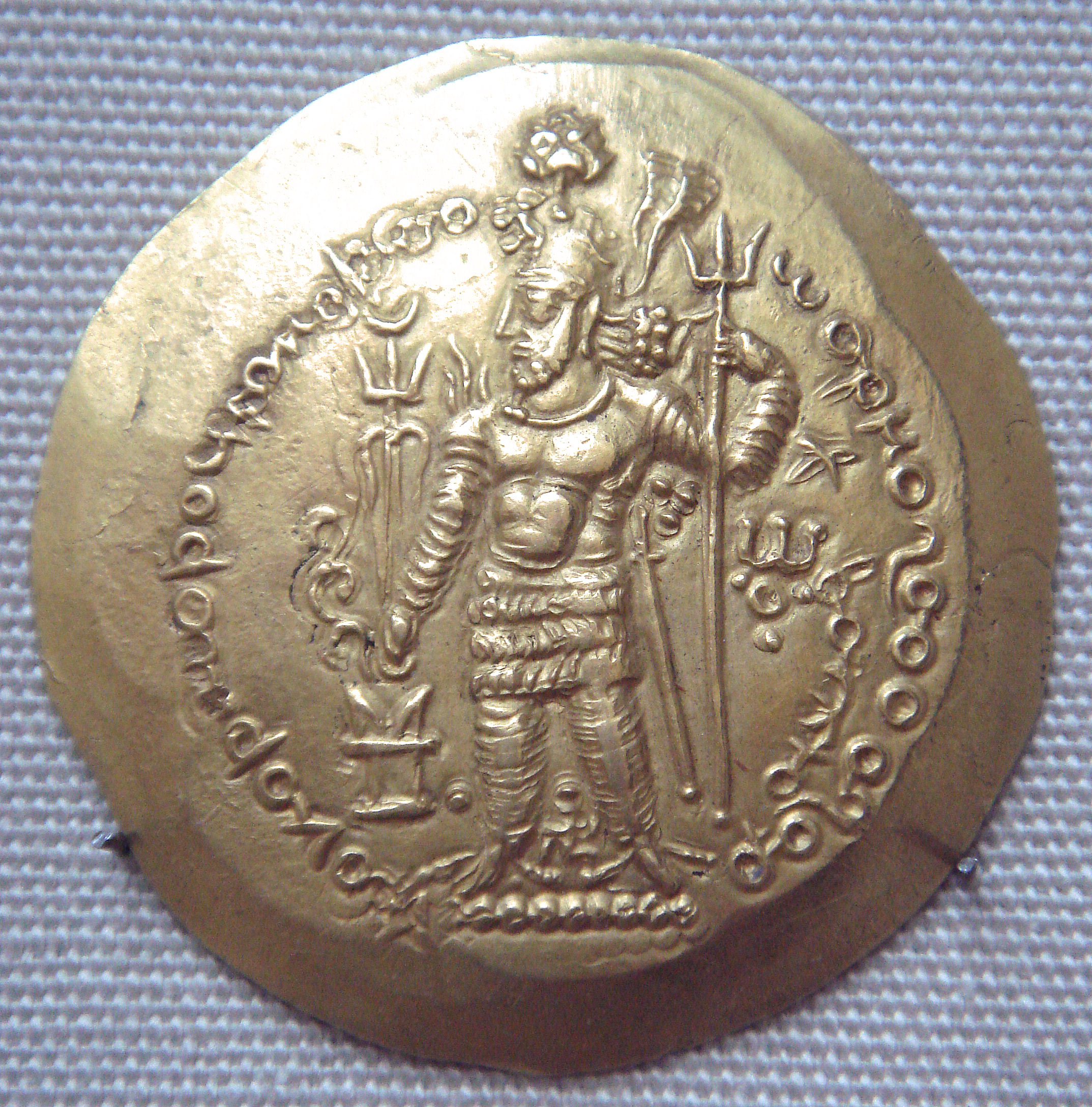
نگارهٔ هرمز یکم ساسانی که در دوران فرمان‌روایی یک‌سالهٔ وی مانویان در آرامش بودند.

مانویان برای گسترش آیین خود شیوهٔ خاصی را اتخاذ کردند و آن این بود که در هر منطقهٔ جغرافیایی که نفوذ می‌کردند، نام خدا و ایزدان و اهریمنان اصلی دین را با حفظ ویژگی‌ها به نام اساطیر و شخصیت‌ها و قهرمانان آن منطقه درمی‌آوردند. این‌گونه بود که پیروان جدید با این دین احساس بیگانگی نداشتند. نیز از آنجا که اسطوره‌های مانوی از ترکیب اساطیر و خدایان ایرانی، بابلی، هندی، زبان‌های سامی و مسیحی به‌ویژه گنوسی الهام گرفته بود، در سطحی وسیع که زرتشتیان و مسیحیان و بوداییان حضور داشتند، این دین به‌راحتی جای خود را در میان آن اهالی باز می‌نمود.
در ایران پس از کشته شدن مانی، بیشتر پیروان این دین که مرکز اصلی‌شان خوزستان و بابل بود، به سوی شرق ایران رهسپار گشتند. در مصر با وجود پیشینهٔ اختلافات مذهبی میان مسیحیان و مهرپرستان و سایر ادیان و فرقه‌ها، مانویت به گونه‌ای فزاینده راه رشد و ترقی را پیمود.
در غرب نفوذ مانوی‌گری رنگ و بوی مسیحی به خود گرفت و با وجود این‌که مانی خود را فارقلیط مسیح معرفی کرده بود، حجم زیادی از آثار مانوی غرب به ستایش عیسامسیح پرداخته شد. نام عیسی وارد ایزدان مانوی غرب شد. و در بسیاری کتب، آموزه‌های عیسی وارد گردید. بعدها فرقه‌های متعددی از مانویان غرب راه خود را ادامه دادند و همین علاقه به عیسی باعث شد که تا مدت‌ها آنان را در زمرهٔ فرقه‌های مسیحی به‌شمار آورند. بخشی از میراث مانویان غرب نیز تحت تأثیر فرقه‌های گنوسی و تعمیدی اردن قرار داشت. در ایتالیا این مذهب از طریق مهاجران اهل شمال آفریقا به شهرهایی مانند ناپل، جنوا و رم نفوذ کرد. در خلال سال‌های ۳۷۲ تا ۵۲۴ از حضور این آیین در رم گزارش‌هایی دردست است و در همین دوران، مانویت به اسپانیا نیز کشیده شد.
در منطقهٔ غرب چین و خُتَن که عمدتاً اقوام ایرانی‌تبار مانند سکاها و سغدی‌ها می‌زیستند، مانوی‌گری به اندازه‌ای رشد کرد که حتی میان مهاجمان بعدی آن منطقه که ترک‌های اویغوری بودند نیز بسیار گسترش یافت و نزدیک به یک قرن دین رسمی حکومت اویغوری چین شد. این اتفاق زمانی افتاد که خاقان تنگ‌لی – مئویو (۷۵۹–۷۸۰) با فتح سرزمین‌های مجاور، با این اندیشهٔ نو آشنا شده بود. در کتیبه‌ای به نام «قرابلقاسون» دربارهٔ پذیرش دین مانی از سوی ترکان اویغور آمده:
«کشوری با عادات وحشیانه که بوی خون از آن برمی‌خاست، به سرزمینی مبدل شد که مردمان آن به طبخ با سبزیجات روی آوردند. کشوری که کشت و کشتار در آن امری عادی بود، مردمانش به نیکوکاری برانگیخته می‌شدند».
با وجود این‌که مانی زمانی را در هندوستان گذرانده بود، اطلاعی از نفوذ مانوی‌گری در هندوستان در دست نیست.

### زوال کیش مانوی

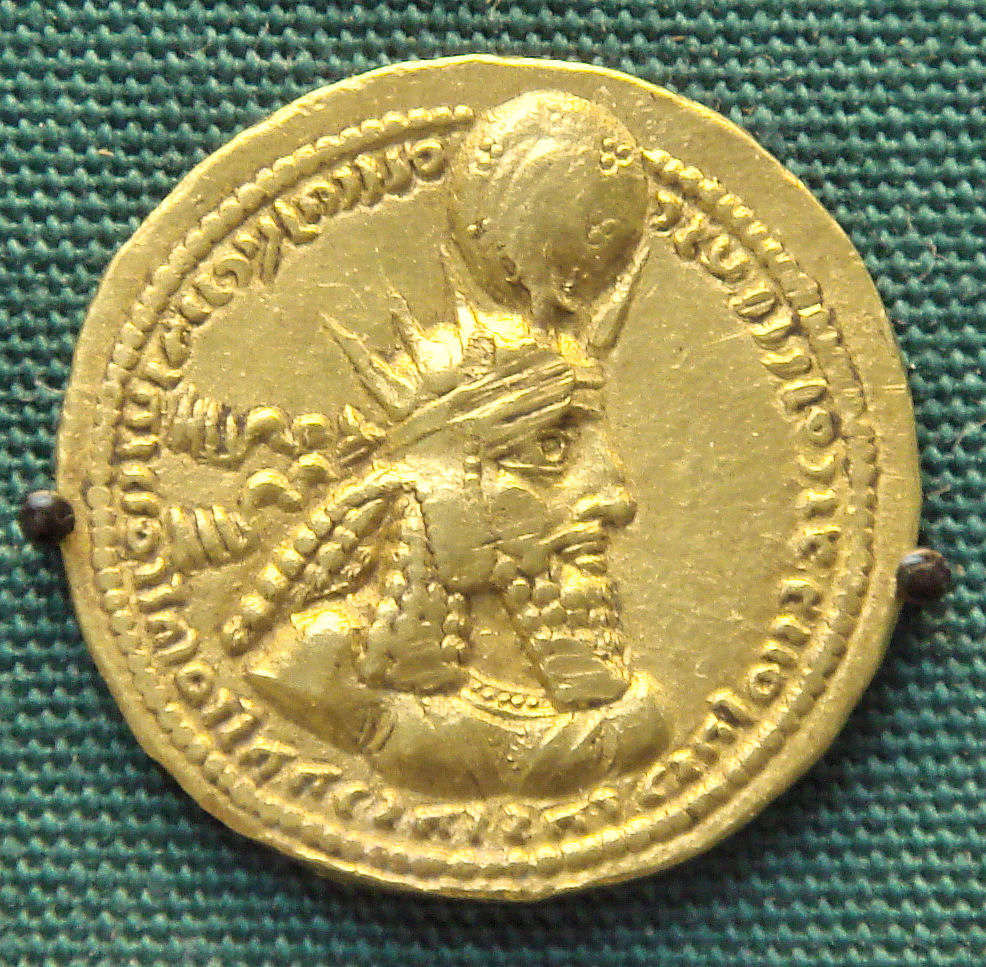
چهرهٔ بهرام یکم، که فرمان قتل مانی و کشتار مانویان را صادر کرد.

مانی که در دوران فرمانروایی شاپور یکم ظهور کرده بود در پیشگاه وی حاضر شد و با ارائهٔ کتاب دینی خود به زبان پارسی بنام شاپورگان از وی اجازهٔ تبلیغ گرفت. خود مانی در کفالایا بیان می‌کند زمانی که در هندوستان بود خبر درگذشت اردشیر بابکان را شنیده و به سرعت بسوی ایران آمده تا دین خود را بر شاپوریکم عرضه دارد. در دورهٔ یکساله پادشاهی هرمز یکم که جانشین شاپور ساسانی بود نیز مخالفتی با وی نشد ولی در دورهٔ بهرام یکم به دلیل مخالفت شدید روحانیون زردشتی، تحت تعقیب قرار گرفته کشته شد و پیروانش نیز اسیر پیگرد و ایذاء گشتند.
شرایط دین مانوی در روم مسیحی نیز مانند ایران پس از شاپور بود. در سال ۲۹۷ میلادی یعنی دو دهه پس از اعدام مانی دیوکلسین امپراتور روم دربارهٔ گسترش این آیین در مناطق مدیترانه‌ای امپراتوری هشدار داده بود. کلیسای روم حکم الحاد و تکفیر مانویان را صادر کرد و پیروان آن به‌شدت تحت فشار قرار گرفتند. سنت آگوستین قدیس که از بزرگ‌ترین متکلمان مسیحی به‌شمار می‌رود دوره‌ای را به عنوان پیرو مانی گذرانده بود و پس از بازگشت به مسیحیت در کتاب اعترافات خود حملات تندی به مانویان بروز داد.
در دورهٔ اسلامی نیز این مخالفت‌ها وجود داشت و روی کار آمدن عباسیان، قلع و قمع کردن عده زیادی از مانویان را در پی داشت. مهدی خلیفه عباسی به فرزندش هادی سفارش می‌کند نسل زنادقه و مانویان را از جهان براندازد، یا مثلاً خلفای عباسی برای پیدا کردن مانویان روش خاصی داشتند. بدینگونه که آن‌ها را وادار می‌کردند که مرغی را سر ببرند و از آنجا که آزار جانداران در آئین مانی روا نیست آنان با سرباز زدن از این فرمان ماهیت مانوی خود را آشکار نموده و کشته می‌شدند. به‌هرحال بنظر می‌رسد آیین مانی تا سده‌های هفدهم یا هجدهم نیز دوام آورده باشد. به ویژه اینکه در چین معبدی نسبتاً جدید کشف شده که بر روی آن نوشته شده‌است: «بنام پدر روشنایی» و این نامی نیست که در آیینی دیگر بجز مانوی بکار رفته باشد.
در مناطق غربی چین با وجود اینکه دین مانوی میان اویغورها پذیرفته شده بود و خاقان‌های اویغور آن را به عنوان دین رسمی دربار شناخته بودند اما پس از شکست ایغورها از قرقیزها دین مانوی مطرود و پس از مدتی جای خود را به اسلام سپرد. هرچند شواهدی از حیات دراز مدت این آیین در آن منطقه و البته در اختفا باقی‌مانده‌است.

## دین مانی پس از مرگ وی
این دین که تا سده ۱۴ میلادی زنده بود، پیروان خود را زیر فشارهای گوناگون سیاسی و دینی از دست داد.

### آیین مانوی و مسیحیت
نظر بر این است که پیروان مانی تلاش بسیاری برای مشمول کردن همه آیین‌های دینی شناخته شده کردند؛ در نتیجه بسیاری از رسائل مسیحی را از جمله: اعمال توماس را حفظ کردند که در غیر این صورت امکان داشت از میان برود. مانی مایل بود که خود را به عنوان «حواری عیسی مسیح» تشریح کند، اما کلیسای ارتدکس او را مرتد خواند. برخی پژوهشگران یافته‌اند که اندیشهٔ مانی‌گرایان زیرکانه بر باورهای مسیحی تأثیر داشته‌است، در بحث تضاد نیکی و بدی (خیر و شر) و شکل واضح شیطان. سبب این اثر تا حدودی آگوستین هیپو است که پس از مدت کمی که به آیین مانی گرویده بود، به مسیحیت روی آورد و نوشته‌های او هنوز هم در میان الهیات‌دانان کاتولیک، پرنفوذ و تأثیرگذارند.
جالب است که میان مانی و محمد، پیامبر اسلام توازی بر قرار است. مانی ادعا می‌کرد که جانشین پیغمبرانی چون عیسی و دیگرانی که آموزه‌هایشان موضعاً یا به دست پیروانشان تحریف شده‌است، است. مانی اظهار پیامبری کرد و همچنین خود را منسوب به فارقلیط می‌دانست، عنوانی از انجیل به معنای کسی که تسلی می‌بخشد یا کسی که بر طرف ما میانجی‌گری می‌کند که بنابر رسم ارتودکسی خود شخص روح‌القدس بدین نام درک می‌شود و در دیدگاهی دیگر فارقلیط پیامبری است که از پس عیسی می‌آید و او را تصدیق می‌کند.
اما تفاوت‌هایی در افکار مانی با مسیحیت وجود دارد:
1. مانی در عین قبول داشتن نبوت عیسی مسیح، نبوت موسی را رد می‌کند در حالی که عیسی خود را ادامه دهندهٔ راه موسی می‌دانست.
2. مانی در عین قبول داشتن عیسی مسیح، به جای توحید که از باورهای عیسی مسیح بود، به ثنویت (وجود دو خدای خیر و شر) معتقد بود که آن را از آیینی زروانی قرض گرفته بود.
3. مانی در عین قبول داشتن عیسی مسیح، به تناسخ یا سمسارا معتقد بود در حالی که عیسی مسیح به معاد باور داشت.

آیین مانی تا رم پیش رفته بود. اما در ۳۷۲ م حق اجتماع از ایشان را والنتی نیان اول سلب می‌کند. تئودوسیوس دوم در ۳۸۱ م حق شهادت در محاکم را از ایشان می‌گرفته و از ارث محروم و برگزیدنشان را معدوم و بقیه را تبعید می‌کند.
از شعب دین مسیحیت در اروپای شرقی، دو مسلک بوغومیلیه، کاتاریسم شباهاتی با ثنویت مانوی دارند که برخی پژوهشگران را بر این داشته‌است که این مذاهب منشعب یا متأثر از آیین مانوی بوده‌اند.

### آیین مانوی در شرق
برخی خرده‌نوشته‌های یک کتاب مانی‌گرایی می‌آورد که در سال ۸۰۳ پس از میلاد خان سلطنت ایغوریان به تورفان می‌رود و سه دادرس مانی‌گرا را برای ادای احترام به یک روحانی ارشد مانی در بمبئی می‌فرستند. یک سرود مانی‌گرا از سده هشتم میلادی در تورفان نوشته شده در پارسی میانه می‌آورد که بیشتر خویشاوندان خان دوست‌دار آیین مانی بودند.
بیشتر نوشته‌های مانوی که در تورفان پیدا شده‌اند، به خط آیین مانوی و به زبان‌های ایرانی رایج یعنی پارسی میانه، زبان پارتی و به ویژه سغدی می‌باشند. این نوشتارها اثبات می‌کند که سغد (شمال خاور ایران) مرکز بسیار مهم مانی‌گرایی در آغاز دوران میانی بوده‌است و شاید هم که بازرگانان سغدی بوده‌اند که این آیین را به آسیای مرکزی و چین گسترش دادند.
در آغاز سده دهم میلادی، اویغور امپراتوری نیرومندی را تحت اثر بوداییگری پدید می‌آورد و برخی از پرستش‌گاه‌های مانی‌گرایان را به صومعه‌های بودایی تبدیل می‌کند. با این حال، این حقیقت تاریخی را که اویغوریان مانی‌گرا بوده‌اند، نمی‌توان انکار کرد. مورّخ تازی (عرب) ابن ندیم می‌گوید: که اویغورخان همهٔ تلاش خود را برای برجسته کردن آیین مانی در قلمرو پادشاهی آسیای میانه (سامان) کرد. نوشتارهای زبان‌های چینی نیز ثبت کرده‌اند که روحانیان مانی‌گرا به چین آمدند و به بارگاه امپراتوری در سال ۸۳۴ میلادی باج پرداختند. فرستادهٔ خاندان سونگ به نام ونگ از پرستش‌گاه‌های مانی‌گرایان در گائوچنگ بازدید کرده‌است.
شواهد حاکی از آن‌اند که از محبوبیت مانی‌گرایان پس از سده ده میلادی در آسیای مرکزی به آهستگی کاسته شد.

### آیین مانی پس از یورش اعراب
در دوران اسلامی مانویان «زندیق» نامیده می‌شدند. این واژه بعدها به دهریان، ملحدان، فیلسوفان و منطقیان نیز اطلاق شد.
ازمیان رفتن ساسانیان برای مانویان با آسایش و آزادی همراه بود. ابن ندیم می‌گوید که بسیاری از آن‌ها به بابل بازگشتند و بابل مرکز ریاست این آیین شد. آیین مانوی به دو شاخهٔ دیناوریه و مهریه انشعاب یافت. دیناوریه در فرارود نشیمن گزیدند. گویا حکمران عراق خالد بن عبدالله قسری آزادی‌هایی برای انجام فرایض دینی آن‌ها فراهم کرده بود. ریاست مانویان بابل با شخصی به نام مهر بود سپس به زادهرمز و پس از وی به مقلاص واگذار شد که از آن پس شاخه مقلاصیه نیز پدید آمد و دو روز روزه داشتن را به مقلاص منسوب می‌دارند.
گرچه بعدها بسیاری به جرم زنادقه بودن به‌دست خلفا و دست نشاندگانشان کشته شدند.
در زمان خلافت عباسیان به‌خصوص مهدی بسیاری از مانویان قلع و قمع شدند.

### تحقیقات معاصر و کشفیات سدهٔ اخیر
در آغاز سده بیستم نوشته‌های بسیاری از پیروان مانی در پرستش‌گاه‌های آیین مانوی (مانستانهای) مدفون در شن‌زارهای تورفان در چین پیدا شد که بخش بزرگی از آن‌ها در انستیتوی خاورشناسی برلین نگهداری می‌شوند. بخش‌هایی از این دست‌نوشته‌ها خوانده شده‌است و تلاش برای خواندن بقیه آن‌ها همچنان ادامه دارد. آن‌ها به زبان‌های گوناگون و به خط مانوی که از نوآوری‌های خود مانی بوده‌است، نوشته شده‌اند. بیشتر این نوشته‌ها به زبان فارسی میانه (پهلوی) و پهلوانیگ (پهلوی اشکانی) هستند. برگردان‌هایی زبان قبطی از مصر و ترجمه‌هایی یونانی نیز از کتاب‌های مانی بر جای مانده‌است. ماجرای کشف آثار تورفان چنین است که در صحرای گوبی در آسیای مرکزی چندین شهر تمام در نتیجه توفان مخصوصی زیر شن رفته و مردم آن شهرها سرزمین خود را رها کرده و از آنجا رفتند و خانه‌های ایشان هم چنان در زیر شن ماند. از اواخر سده نوزدهم میلادی برخی از مسافران متوجه شدند که کاغذ پاره‌هایی گاهی از زیر شن‌ها بیرون می‌آید و بومیان برخی از آن‌ها را به جای شیشه در و پنجره بکار می‌برند و خطوطی بر آن هست. انجمن جغرافیایی سن پطرزبورگ از سال ۱۸۹۳ تا ۱۸۹۵ در آنجا حفریات علمی‌کرد و سه سال کلمنتز فرستاده فرهنگستان علوم روسیه دنباله کار را گرفت و سپس چند تن دیگر از دانشمندان روسی در آنجا کار کردند. جایی که در آن حفریات کردند در شمال تورفان یعنی در جایگاه شهریست که سابقاً به آن کوشان می‌گفتند و مردم محلی به آن «خوچو» و مردم چین به آن «کائو چانگ» می‌گفتند.
پس از چندی دولت آلمان دسته‌ای از دانشمندان خود را سه بار پی در پی به آنجا فرستاد. در ۱۹۰۲ هیئتی به ریاست «گرونودل» با اعانه فرهنگستان علوم مونیخ در سال ۱۹۰۴ هیئت دیگری به ریاست «فن لو کوک» به سرپرستی فرهنگستان برلن و در ۱۹۰۵ هیئت سومی به ریاست گرونودل و عضویت فن لو کوک به آنجا رفتند. سرانجام هیئت دیگری از فرانسه به ریاست پول پلیو مأمور این کار شد و نتایج مهمتری به‌دست آمد. از آن جمله در غاری در "تون-هوانگ" یک جایگاه پنهانی کشف کردند و طومارهای خطی بسیار گرانبها در آن جا یافتند که اکنون در کتابخانه پاریس است.
در میان اسنادی که به‌دست آمده تعدادی متون مانوی است که کارل زالمان دانشمند مشهور روسی و "ف.و.ک. مولر دانشمند آلمانی متون زبان دری آن و رادلف عالم روسی و فن لو کوک عالم آلمانی متون ترکی آنها را با رنج فراوان خوانده‌اند. در میان متنهای ترکی کتابی است دربارهٔ اعتراف به گناه در دین مانی که باستان‌شناس معروف مجار «سر اورل استاین» که بیشتر در هندوستان می‌زیسته به دست آورده و رادلف و فن لو کوک تدریجاً آن را خوانده‌اند این کتاب به «خواس توانیفت» معروف است. در میان طومارهایی که در توئن هوانگ به‌دست آورده‌اند و مسافران اروپایی نتوانسته‌اند با خود ببرند و دولت چین آن‌ها را به پکن برده و در کتابخانه مخصوصی که در آنجا ترتیب داده گذارده‌است طومار بزرگی است که تقریباً کامل است و چیزی از آن از میان نرفته‌است. شاوان و پلیو دانشمندان فرانسوی پی برده‌اند که این طومار یکی از کتاب‌های آیین مانوی است و تفسیر آن‌ها در مجله آسیایی پاریس منتشر کرده‌اند. اسناد دیگری به زبان ترکی اویغوری و پارسی باستان و سغدی و زبان‌های چینی است.
در سال ۱۹۶۹ در مصر شمالی یک دست‌نوشته خطّی کهن یونانی متعلق به ۴۰۰ پس از میلاد پیدا شد و امروزه «نسخه مانی کلن» نامیده می‌شود چرا که در دانشگاه کلن نگهداری می‌شود. این نوشته، بازگویی زندگانی مانی و نمو روحانی به همراه آگاهی‌هایی دربارهٔ آموزه‌های دینی مانی و دربرگیرنده بخش‌هایی از انجیل زندهٔ او و نامهٔ او به ادسا است. مانی خود را ناجی و حواری عیسی مسیح معرفی می‌کرد. در پاپیروس قبطی مانی‌گری سده چهارم، مانی به عنوان فارقلیط - روح القدس و عیسای نوین شناخته می‌شود.

## اساطیر و ایزدان مانوی

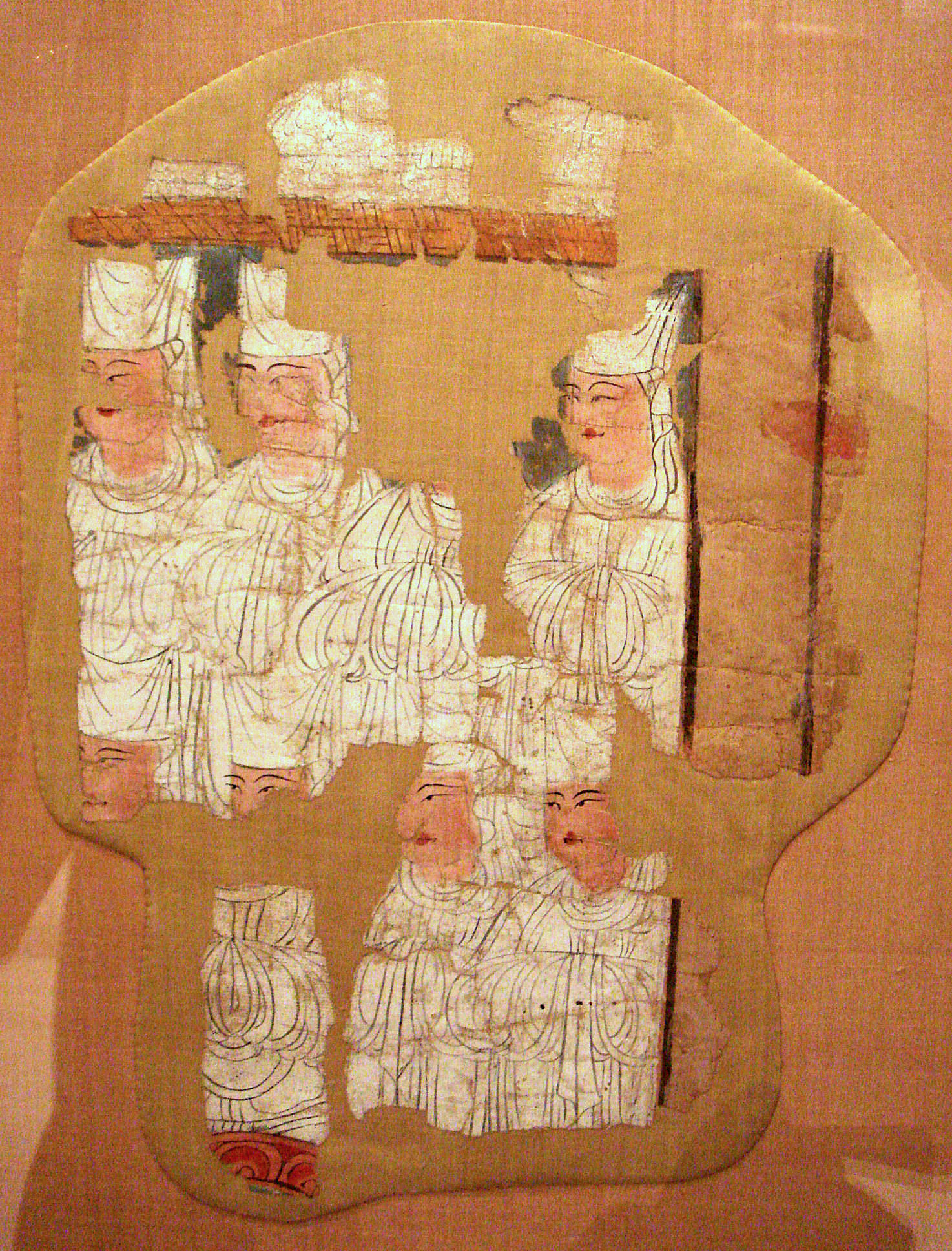
زنان مانوی؛ نگارگری بدست‌آمده از «خوچو» ی چین

دین مانوی آنگونه که خواست مانی بوده در هر منطقه با باورها و اساطیر بومی تلفیق می‌شد. به نحوی که نام ایزدان و اساطیر این دین در متون سریانی با متون فارسی میانه متفاوت است که بیشتر رنگ و بوی ایرانی دارد. متون قبطی و رومی نیز تا حد زیادی تحت نفوذ عقاید مسیحی است و پاپیروس‌های مصر نیز این نکته را به خوبی اثبات می‌کند. اما اسطوره آفرینش با وجود تفاوت‌های نام‌ها و جای‌ها یکی است و بیشتر بر پایه ثنویت ایرانی و تفکیک کاملاً قلمرو روشنی و تاریکی که ریشه در عقاید زروانی دارد بنا شده‌است. در طرح اساطیر دینی آفریننده از سنت‌های هندی نیز مشخصا بهره برده‌است. دوران اسطوره‌های آفرینش و سرنوشت جهان به چهار دورهٔ جدایی نور و ظلمت، آفرینش نخستین، آفرینش دوم، آفرینش سوم و پایان جهان و شکست تاریکی تقسیم می‌شود.

### دوران جدایی کامل نور و ظلمت
در آیین مانی آمده که در آغاز جهان بر دو بخش بود که خوبی و نور در بالا بود و از سه جهت شمال و شرق و غرب نامحدود و تاریکی و بدی در زیر بود و از سمت جنوب و شرق و غرب نامحدودی داشت. جهان نور جهان شادی و پاکی و جای خدای آسمانی یا «زروان» بود و در زیر که محلی کثیف و پلیدش خوانده بود خدای تاریکی به‌سر می‌برد. زروان یا پدر روشنایی در اوج خرد و شادی بود و سرزمین تاریکی قلمرو فرمانروایی جاهل و کودن بود و هیچ چیز از آفرینش خدایی نیز نمی‌دانست. میان نور و ظلمت جنگی درگرفت که در نهایت اهریمن پیروز شد و نور و روح به اسارت تاریکی و ظلمت و جسم رفتند. مانی بر این باور بود که این اسارت همچنان باقی‌مانده‌است.

### آفرینش نخست و نبرد میان جهان بدی و روشنایی
در اسطوره‌های مانوی، روشنایی و تاریکی هر دو ازلی و قدیم بوده و پیش از آفرینش وجود داشته‌اند و از هم جدا بوده‌اند. اما نور از جایگاه اصلی خود به سرای جسمانی و تاریکی جهان مادی سقوط می‌کند. زمانی شهریار تاریکی به مرز دیار روشنی آمده و با دیدن فروزه‌های نور به وجد آمده دچار حسد و رشک شد و بنا را بر فتح دیار روشنایی گذارد.
زمانی که شهریار تاریکی که به صورت بیکرانه در جنوب سرزمین روشنایی قرار داشت به جهان نورانی چشم طمع دوخت، شهریار روشنایی یا همان زروان، مادر زندگی را پدیدآورد و از او انسان نخستین یعنی هرمزدبغ را آفرید تا رهبر سپاه روشنی برابر تاریکی باشد. هرمزدبغ نیز از وجود خود پنج فرزند ساطع کرد که همان امهرسپندان باشند. در نبردی که میان هرمزدبغ و خدای تاریکی صورت گرفت او شکست خورد و به اسارت تاریکی رفت و مدهوش بر روی خاک افتاد. این‌گونه بود که ظلمت رگه‌های نور را یافت و جهان تاریک جسمانی دارای فروزه‌های نور که ناشی از وجود هرمزدبغ و امهرسپندان است، شد.
امهرسپندان به کمک نریسه ایزد و ایزد بانو دوست روشنان او را از جهان تاریکی رها کردند و او به دیار پدر خود، زروان بازگشت. او نیای تمام انسان‌ها محسوب می‌شود. هرمزدبغ در دین مانی نماد ازلی روح در اسارت ماده است و در ادبیات مانوی نماد انسان دربند جهان خاکی است.

### آفرینش دوم و تلاش برای رهایی هرمزدبغ
با به اسارت رفتن هرمزدبغ و پاره‌های نور به‌گفتهٔ مانی لازم بود که ایزد یا ایزدانی این دو را از هم جدا نمایند. ایزدانی به رهبری مهرایزد برای نجات هرمزدبغ روانه سرزمین تاریکی شدند. مهرایزد پس از نبردی سنگین هرمزدبغ را از اسارت رهانده و جهانی با پیکرهٔ دیوان شکست خورده در سرزمین ظلمت فراهم آورد و به امید رهایی از جهان مادی نشست. هرمزدبغ همان کیومرث اساطیری ایران است. انسان دور افتاده از سرزمین نور همیشه در غصه و مویهٔ جهان نورانی و زادگاه و خاستگاه اصلی خویش است که درد هجران داشته و همیشه را در آرزوی وصال می‌گذراند. هرمزدبغ در نهایت رهایی یافت اما ذرات نورانی امهرسپندان به وسیلهٔ نیروهای اهریمنی بلعیده شدند. آرزوی مانویان جدایی کامل نور از سرزمین ظلمت است که انسان گرفتار آن است. برای رهایی دادن هرمزدبغ و امهراسپندان مهرایزد به سوی سرزمین تاریکی می‌تازد و دیوان را از پیش رو برمی‌دارد و هرمزدبغ را نجات داده و از تن دیوان تارومار شده چهارستون جهان امروزی را خلق می‌کند. با اینکه او موفق بود اما پاره‌های نور امهرسپندان در تن دیوانی که آن‌ها را بلعیده بودند باقی‌ماند و در این دوره بود که نور و ظلمت در جهان مادی امروزی با هم ترکیب شدند.

### آفرینش سوم و خلق انسان و رهایی پاره‌های نور
در متون مانوی آمده که برای رهایی بخشیدن به این انوار اسیر شده دو ایزد دیگر بنام‌های نریسه ایزد و دوشیزه روشنی مأمور اینکار شدند که نر و ماده بوده و ظاهری اغواگر داشتند. آن‌ها موفق شدند که از طریق تهییج دیوان نر و ماده ذرات نور را از تنشان خارج کنند اما برخی از این ذرات نور بر زمین ریخته و جهان جسمانی امروزی شکل گرفت که علاوه بر اهریمنی بودن جنبه‌های نورانی نیز دارد. اهریمن که آرزوی داشتن فرزندانی مانند نریسه ایزد را داشت از این پاره‌های فروزنده نور دو انسان بنام‌های گهمرد و مردیانه آفرید. گهمرد دارای گرایش‌های نورانی بود و مردیانه اسیر شهوات. گهمرد از آمیزش با مردیانه پرهیز کرد تا اینکه در نهایت اغوا شد و از آمیزش آن دو شیث به وجود آمد. سپس عیسای درخشان از جهان نورانی به نزد گهمرد آمد و او را مصمم کرد که از درخت زندگی بخورد. گهمرد از آن درخت خورد و بهوش آمده و حقیقت خود را بازیافت و به‌دنبال عیسای درخشان راهی دیار روشنایی گردید؛ و شیث که پاره‌های نور را در روح خود و آفرینش اهریمنی تاریک را در جسم خود دارد در جهان باقی می‌ماند و به تولید نسل می‌پردازد.

### اسطوره پایان جهان
دوران اسارت پاره‌های نور در جهان جسمانی تا پایان جهان بطول می‌انجامد. در پایان جهان اهریمن تلاش می‌کند این نورها را برای همیشه در اسارت نگاه دارد. در آن دوره نبردی بین نیروهای خدایی و تاریکی درمی‌گیرد و سرانجام پاره‌های نور به‌دست نریسه ایزد، عیسای درخشان و بهمن بزرگ آزاد می‌شوند و از طریق ستون روشنی به بهشت نو منتقل می‌گردند. به‌دنبال آن پدیده آتش بزرگ رخ می‌دهد که چهارصد و شصت و هشت سال بطول می‌انجامد و تمام موجودات اهریمنی و گناهکاران در آن فنا می‌شوند. در پایان نیز گودالی به بزرگی دنیا ایجاد می‌شود و اهریمن به درون آن سقوط می‌کند و سنگی به بزرگی تمام دنیا بر در آن می‌گذارند و بدین گونه دوران وجود تاریکی به پایان می‌رسد. به دنبال آن پاره‌های نور محبوس رها شده همگی پیکره ایزدی که نامش واپسین ایزد است را به خود می‌گیرند و به سوی بهشت نو رفته و از آنجا راهی بهشت روشنی که قلمرو شهریاری زروان|پدر روشنایی است رهسپار می‌گردند و بدین ترتیب روند جدایی همیشگی نور و تاریکی کامل می‌شود.

## تعلیمات و آموزه‌های دینی

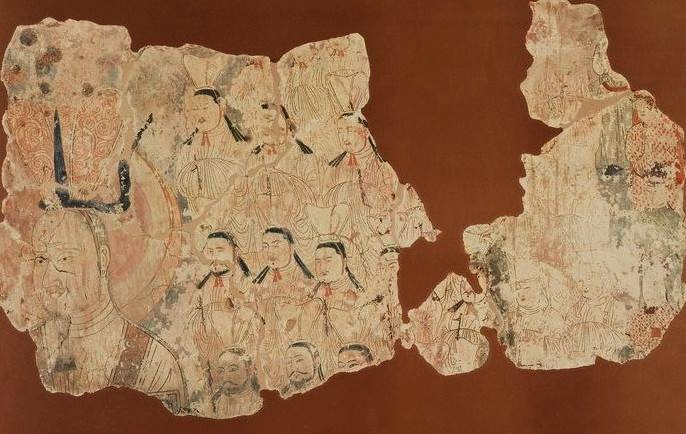
دیوارنگاره‌های هنری مانویان در «خوچو» ی چین

از آنجایی که دین مانی از ترکیب چند مذهب و عقیده مختلف زرتشتی، زروانی، میترایی، مسیحی، گنوسی، مندایی، بودایی و جاینی پدید آمده بود، ریشه و ماهیت تعلیماتش نیز به این عقاید بازمی‌گشت. در دین مانوی که دینی عرفانی و مبتنی بر ریاضت نفس بود تمام جنبه‌های لازم یک دین که اساطیر و سنت‌ها و آداب و تبیین‌های کلامی را شامل می‌شود در نظر گرفته شده‌بود و از این‌رو این دین که سودای جهانی شدن در سر داشت به‌سرعت در جوامع مختلف دنیای متمدن آن زمان رشد یافت. بسیاری از این تعلیمات ریشه گنوسی دارند که مانی دیناور خود زمانی در میان آن‌ها به عبادت مشغول بود.

### جهان‌بینی مانوی
| از نیک بدی ناید و از بد ثمر نیک      |  | این گفتهٔ مانی‌ست، که آموخت به تفکیک |
| دادار، اگر نیک و بدی هر دو از او بود |  | پتیارگی و هرزه‌دری نیز نکو بود      |

مانی باور داشت که هستی بر مبنای روشنایی و تاریکی است و از همین رو است که دو بُن خوبی و بدی وجود دارد. همچنین پیروان این آیین باور داشتند که در نهایت روشنایی (خوبی) است که چیره خواهد شد و همه جا را فرا خواهد گرفت. بنابر گزارش مردان فرخ اوهرمزدادان در کتاب شکند گمانیک ویچار، مانی جهان مادی را آفریدهٔ اهریمن و جهان معنوی و روحانی را آفریدهٔ خدای روشنایی یا همان زروان می‌دانست. از این رو همیشه کشمکش میان جسم و ماده وجود دارد. مانی راه نجات را افزایش معرفت و شناخت و خودآگاهی می‌دانست و بر این باور بود که به این وسیله بشر به گمراهی خود در شناخت واقعی که بر اثر پیوستگی با ماده به او دست داده آگاه شده و می‌تواند پس از مرگ به سرای جاودانهٔ نور -که همان بهشت روشنی است- بشتابد. او روح و آرامش حاکم بر بهشت جاودان را نیروانا می‌نامید. در عقاید مانوی روح در اسارت ماده وجود دارد و رگه‌ها و آثار نورالهی را در تمامی پدیدها ی طبیعت می‌توان یافت و با پایان جهان این انوار آزاد و به ذات اصلی خود که سرزمین روشنایی است باز خواهند گشت. خدای بزرگ همان خدای روشنایی است که زروان نام دارد و پنج تجلی اصلی او عبارتند از:عقل، فهم، هوش، تفکر، تأمل. انسان می‌بایست به پاره‌های نور خود توجه کرده و با پرهیز از هرچه به جسم مربوط می‌شود روح خود که حاوی نورالهی است را از درون بدن آزاد نماید. بنظر می‌رسد که این‌گونه تفکر حاصل معاشرت مانی با هندیان در زمان پیش از آغاز رسالتش است که به هندوستان سفر کرده بود. این طرز تفکر میان برهمنان نیز وجود دارد.

### احکام و آداب
| سرود بِمای مقدس خوشا مانستان‌های مقدست که در اکناف جهان پراکنده‌اند خوشا تاک‌هایت که در همه‌جا گسترده‌اند خوشا فرزندانت که در همهٔ اقلیم جهان آوازه یافته‌اند خوشا بِمای تو که اکنون همه‌جا پایدار گشته چنان رودی که در تمامی زمین جاری‌ست. |
| |

کیش مانوی ایذا و آزار جانداران، خاموش نمودن و آلودن آتش، تخریب منابع گیاهی و آلودن آب را ناپسند می‌شمرد. بر طبق عقاید مانویان، داشتن برده و کنیز و غلام مجاز نبوده و اصول دهگانه‌ای را برای نجات خود قائل بودند که عبارت بود از ایمان به خدا و بزرگی‌های چهارگانه‌اش (روشنایی و قدرت خداوندی‌اش و دانش و پاکی‌اش)، دوستی، بردباری، عقل، راستی، آشتی، شادی، مهربانی، خوش‌اخلاقی، پاکدامنی و عفت. نیوشاگان با اینکه رده پایین بودند و سخت‌گیری‌های رده‌های بالاتر بر آن‌ها نبود اما می‌بایست از عواملی مانند بت‌پرستی، دروغ، زنا، بخل، کشتن، دزدی و سحر و جادو پرهیز نموده و اعمال مهم مذهبی مانند نماز و روزه و صدقه را به جای آورند. مانوی‌ها چهار نماز روزانه داشتند که دو بار در روز رو به خورشید و دو بار در شب رو به ماه گزارده می‌شد. آن‌ها می‌بایست با آب مسح می‌کردند. دو نوع روزه داشتند که یکی از آن‌ها دو روز کامل و دیگری از صبح تا غروب بود و زمانش بر اساس شواهد نجومی تعیین می‌گشت. مانستان‌های مانوی پنج تالار داشت که یک تالار مربوط به روزه‌داران و دعاهای ایشان بود. آن‌ها عیدی نیز داشتند که در روز پایانی ماه روزه برگزار می‌شد. در روز عید، مردم تصویر مانی را در دست گرفته و به گناهان خود اعتراف می‌کردند و یک تخت یا کرسی برای مانی خالی می‌گذاشتند. این عید را «بما» می‌نامیدند. زنان مانوی پارچه سیاه بر سر می‌گذاشتند و با مردان دست می‌دادند. مشت گره‌کرده را نشانه اتحاد دانسته و بوسیدن یکدیگر را رمز همدلی تلقی می‌کردند. روش دفن مرده‌هایشان هم با جامعه زرتشتی ایران متفاوت بود و مردگان خود را برهنه در خاک می‌گذاردند.

#### فرمانهای مانی برای گروه برگزیدگان
1. راستی و پرهیز از دروغ
2. بی‌آزاری و پرهیز از کشتن
3. پاکیزگی دهان و پرهیز از خوردن گوشت
4. تکلیف به تزکیه تفس و پاکدامنی
5. فقر فرخنده[۶۹]

#### فرمانهای مانی برای گروه نیوشاگان
1. پرهیز از پرستش بتها
2. پرهیز از دروغ
3. پرهیز از آزار
4. پرهیز از کشتن
5. پرهیز از ارتکاب به زنا
6. پرهیز از دزدی
7. پرهیز از ریا
8. پرهیز از جادوگری
9. پرهیز از شک به دین
10. پرهیز از سهل انگاری و بی دقتی در عمل[۷۰]

### مراتب و رده‌های دینی

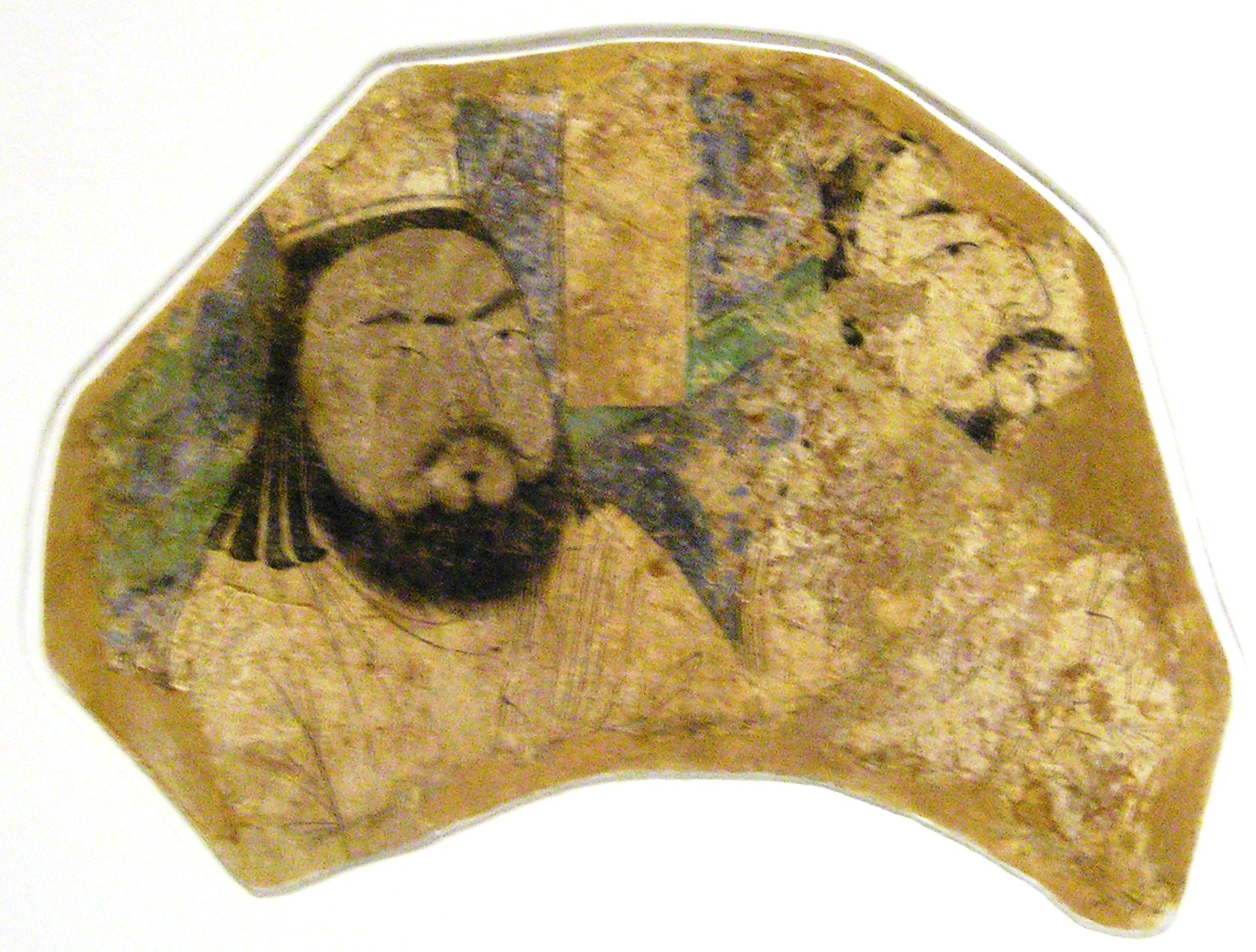
تصویر یک برگزیده مانوی مربوط به قرن دهم میلادی که در موزه برلین نگهداری می‌شود

پیروان مانی همگی در یک سطح نبودند و رده‌ها و مراتب خود را داشتند. رهبری جامعهٔ مانوی جهان دست شخصی بود که مقام اول را داشت و جانشین مانی محسوب می‌شد. مقر اصلی رهبر که «دین‌سارار/دین‌سالار» (آرخِگوس) نامیده می‌شد، در بابل بود. در دورهٔ عباسیان این مرکزیت به آسیای میانه منتقل شده بود. ابن ندیم در «الفهرست» آورده که: «در زمان ما ریاست به سمرقند منتقل شده‌است». از آن‌جا که یاری‌رساندن به جهان مادی که ماهیتی اهریمنی داشت مذموم و ناپسند بود، ازدواج چندان سفارش نمی‌شد؛ به این نحو که مانویان رده‌بالا اجازهٔ زناشویی نداشتند، ولی برای مانویان عادی مانعی نداشت. مانویان بر اساس علم و زهد و پرهیزگاری به پنج پایگان (درجه) تقسیم می‌شدند:
۱-هَموزَگان/هَموژَگان (آموزگاران) یا فْریستَگان/فْریشتَگان (فرستادگان؛ رسولان): بالاترین ردهٔ دینی بودند و در هر زمان بیش از دوازده نفر نمی‌شدند.
۲-ایسپَسَگان/اِسپَسَگان (اسقفان؛ شَمّاسان/مُشَمَّسان): در هر زمان ۷۲ نفر بودند.
۳-مَهیستَگان/مَهِستَگان (شیوخ) یا مان‌ساراران/مان‌سالاران (کشیشان): در هر دوره ۳۶۰ نفر از آنان وجود داشت و اداره‌مانِستان‌ها (نیایش‌گاه‌های مانوی) برعهدهٔ ایشان بود.
۴-ویزیدگان (گزیدگان): که به خواص مانوی نیز مشهورند و گاهی نام صدیقان به آن‌ها اطلاق شده‌است.
۵-نَغوشاگان/نیوشاگان/نیوشایان (شنوندگان): مستمعینی بودند که آموزه‌ها را نیوش می‌کردند. احتمالاً نام عرفانی سَماع نیز از همین ریشه است. در متون اسلامی آن‌ها را سَمّاعون نامیده‌اند.
البته درمیان رتبه‌های ۱ تا ۴ و گاهی در میان شنوندگان، گروه‌هایی دیگر نیز بودند که برای نمونه می‌توان به «خروش‌خوانان/خروه‌خوانان» یا «یَزدامَذان» (واعظان)، «دبیران» (نویسندگان؛ کاتبان)، «نگارگَران»، «نَبیگان‌گَران» (تذهیب‌کاران)، «مَهرسَرایان» (سرایندگان سرودهای ستایشی؛ شاعران و ترانه‌سرایان)، «آفْرین‌سَران» (رهبران گروه هم‌نوازان یا هم‌سَرایان)، «گَواگان/گَواهان» (شاهدان؛ شهود)، «نَغوشاگانِ برگزیده» (شنوندگانِ کامل) اشاره کرد.
کسی‌که مانوی می‌شد می‌بایست آزمون جدال با هواهای نفسانی را موفق بگذراند و در آن صورت از ابتدا به صورت گزیده شناخته می‌شد. اگر در این آزمونِ ترکِ علایقِ نفسانی شکست می‌خورد اما باز هم دوستدار آیین مانوی می‌بود، در ردهٔ نیوشایان قرار می‌گرفت.

### زندگی پس از مرگ
در کیش آیین مانوی صحبت چندانی از نظام جزا و پاداش نمی‌شود. باورهای آنان بر این استوار است که اصل نور از اصل ظلمت جداست و کسی سزاوار رسیدن به نور و سرزمین روشنایی است که از بدی‌ها منزه شده باشد. از این رو انوار پاک و روح انسان‌های معتقد به دین که در رده دینی برگزیدگان یا بالاتر بوده و سختی‌ها و مشقت‌های زندگی پرهیزکارانه را تحمل کرده باشند توسط فرشته‌ای که از جانب هرمزدبغ آمده به سوی بهشت نو و از آنجا به سوی منشأ ابدی نور که همان جایگاه زروان است، رهسپار می‌شود. افرادی که معتقد به دین مانوی هستند ولی تاب تمامی ریاضت هارا نداشته و هنوز به‌طور کامل دل از لذات و دلبستگی‌های دنیوی نگسسته‌اند در رده دینی نیوشایان قرار می‌گیرند. نیوشایان به دلیل اینکه هنوز دارای ناپاکی‌های دنیوی هستند و دلبستگی دارند پس از مرگ با یک فرشته و یک دیو مواجه می‌شوند. او جانب فرشته را می‌گیرد و فرشته در یک کشمکش او را از دست دیوان نجات می‌دهد. با این‌حال فرد نیوشاگ هنوز شایستگی ورود به بهشت روشنایی را ندارد و برای همین باید در دنیا بماند چندان تا پاک شود و مجدد به جهان بازگردانده می‌شود و در جسمی دیگر حلول می‌کند و این پدیده را تناسخ می‌گویند و در مانوی این تناسخ را دردناک و رنج‌آور دانسته و در اصطلاح سمسارا می‌نامیدند. روان افرادی که در دین مانوی نباشند خوب یا بد همگی به سرزمین ظلمات یا همان دوزخ مانوی افتاده و از رسیدن به سرزمین روشنایی محروم می‌شوند.

## فرقه‌های مانوی

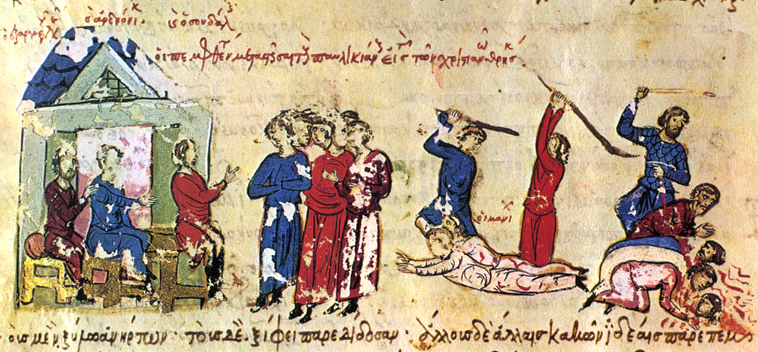
کشتار پولیسیان‌ها در اروپای قرن نهم میلادی.

دین مانوی به‌دلیل پراکندگی و وسعت حوزهٔ تحت پوشش خود و نیز به این دلیل که تقریباً هیچ‌گاه دین رسمی نبوده و به‌جز یک دورهٔ کوتاه در زمان شاپور یکم و هرمز یکم ساسانی از حمایتی برخوردار نبوده و از جهتی همیشه تحت شدیدترین حملات قرار داشته، به‌تدریج دارای فرقه‌های متعدد و جداگانه‌ای شد که فقدان مرکزیت دینی مانوی در سده‌های میانه (قرون وسطی) و ناتوانی در رساندن پیام خود به تمام مانویان را نشان می‌داد.
در ایران فرقه‌های متعددی از این دین بیرون آمد که مهم‌ترین آن‌ها مذهب مزدکی و مذهب دیناوری بود. هر دوی این مذاهب را شاخه‌هایی مانوی می‌دانند؛ ضمن اینکه تأثیر مانوی‌گری بر فرقهٔ خرم‌دینان کاملاً آشکار است، به‌طوری‌که برخی آن را شاخه‌ای از مزدک‌گرایی و برخی شاخه‌ای از آیین مانوی می‌دانند. اصطلاح زندیق (زندیک؛ اهل تاویل) تا مدت‌ها در ایران باقی ماند؛ چنان‌که امروز نیز به‌کار می‌رود و بهترین دستاویز برای مقابله با اندیشه‌های نوین بود. همچنین دسته‌ای به نام «دیناوری‌ها»، پیش از «دیناوران به‌آفریدی»، در ایران زندگی می‌کردند. این فرقه که مانویان شرق ایران بودند، با رهبری شخصی به نام شاد اوهرمزد جدایی خود را از مانوی‌گری بابلی بیان و اعلام استقلال نمودند.
در اروپا نیز با تغییر شرایط، مانوی‌ها تغییر نام دادند و مدت‌ها در مناطق مختلف اروپا باقی‌ماندند. از جماعت‌های مانوی باقی‌مانده در اروپا می‌توان به فرقهٔ بوگومیل‌ها (دوست‌داران خدا) که باورمندان بلغاری سدهٔ دوازدهم میلادی بودند اشاره نمود. همچنین کاتارها (پاکان) و آلبیژواها دو فرقهٔ مهم مانوی بودند که تا سدهٔ دوازدهم میلادی در جنوب فرانسه پیروان بی‌شماری داشتند، اما به‌دلیل حملات پاپ و کلیسای روم و نیز جنگ‌های داخلی فرانسه رفته‌رفته منزوی شده و احتمالاً در سده‌های بعدی ناپدید گشتند. به‌نظر می‌رسد که کاتارها خود نیز مذهب‌شان را از بوگومیل‌ها عاریت گرفته بودند. از دیگر فرقه‌های مانوی می‌توان به پاتارین‌ها (در بالکان و بوسنی)، پوبلیکانی‌ها (در ایتالیا) و مذهب پولیسیان‌ها اشاره نمود. پولیسیان‌ها گرایشی مانوی اما در ظاهر مسیحی داشتند. این فرقه از سدهٔ هفتم میلادی در ارمنستان بنیان‌گذاری شد؛ و تصور بر این است تا زمان امپراتوری عثمانی و اوایل سدهٔ هجدهم در این سرزمین هنوز دارای پیروان بوده‌است. در آن زمان پولیسیان‌ها به اتریش متواری شده و در آن منطقه نام و نشان‌شان ازمیان رفت.
همچنین به‌نظر می‌رسد مسیحیان نسطوری چین و ترکستان در مقاطعی تحت نفوذ برخی رهبران جوامع مانوی بوده‌اند. برای نمونه، می‌توان به اسقف سلیمان، پیشوای مشترک مانویان و نسطوریان ناحیهٔ چیانگ-نان چین اشاره کرد.

## منبع‌شناسی
آموزه‌ها و آثار مانی، فعالیت‌ها و کتاب‌های پیروان و شاگردان او، نیز نوشته‌های انتقادی مخالفان مانی و پیروان ادیان دیگر، هر یک سهم بسزایی در ارائهٔ تصویری روشن و کامل از مانی بر عهده دارند.

### آثار مانی
مجموعه آثار دینی مانوی که خود مانی نوشته، هفت کتاب به گویش مادری یعنی آرامی شرقی است. عقیده بر این است که بخشی از این آثار توسط روحی که مانی آن را «توم» یعنی «همزاده» می‌نامید، به او وحی شده‌است. از اصل آرامی این آثار، حتی یک سطر، در تورفان محفوظ نمانده‌است، اما ترجمه بسیاری از آن‌ها در دستنویس‌های ایرانی به گونه‌ای باقی‌مانده‌است که در بیشتر موارد نمی‌توان مشخص کرد که هر قطعه از کدام کتاب است. نام این هفت کتاب، انجیل زنده (انجیل بزرگ)، گنج زندگان، اسرار، غولان، رساله‌ها و نامه‌ها، فراقماطیا و مزامیر و اوراد است.

#### انجیل
نخستین اثر به نام انجیل، نزد ایرانیان با عنوان اِوینگلیون و با صفت «بزرگ» یا «زنده» همراه است. این کتاب به تعداد الفبای سریانی به ۲۲ بخش تقسیم شده‌است. در کتاب الفهرست ابن ندیم از آن ذکری نشده‌است. به گفته بیرونی، هر فصلی از آن با یکی از حروف ابجد شروع می‌شده‌است. یعقوبی تعداد انجیل‌ها را ۱۲ ذکر کرده که احتمالاً اشتباه و به جای ۲۲ است. مقدمه و بخش کوتاهی از فصل اول (الف) این انجیل به فارسی میانه منتشر شده‌است. در این متن، کتاب «اِوینگلیون زنده چشم و گوش» نامیده شده‌است. شاید به این سبب که بخشی از آن دربردارنده اندرزهایی برای مراقبت کردن از حواس بوده‌است. نام انجیل در یک قطعه دیگر به فارسی میانه نیز آمده‌است. متن در بردارنده نقل قول‌های کوتاهی از نامه‌های مختلف مانی و دیگر آثار او مانند «گنج زندگان» است. این قطعه آسیب فراوان دیده‌است.

#### گنج زندگان
تاکنون هیچ متنی از این اثر به زبان‌های ایرانی شناخته نشده‌است. عنوان اصلی این کتاب در یک متن سغدی (به نقل از متنی به فارسی میانه) «سمیتیها» آمده‌است. در منابع گوناگون از جمله متون قبطی و چینی و عربی و فارسی، ترجمه این عنوان ذکر گردیده‌است. ابن ندیم در الفهرست، این کتاب را سِفرالاحیاء، بیرونی در آثارالباقیه و ماللهند و یعقوبی در تاریخ خود، کنزالاحیاء نامیده‌اند. بیرونی در ماللهند، مطلبی از این کتاب را، دربارهٔ جنسیت فرشتگان، نقل کرده‌است و یعقوبی آورده‌است: مانی در این کتاب به توصیف آنچه از پاکی نور و آنچه از فساد تاریکی در روح وجود دارد، می‌پردازد و کارهای پست را به تاریکی نسبت می‌دهد.

#### اسرار
این نام تاکنون در هیچ متنی دیده نشده‌است، اما ترجمه‌های چینی اثر نشان می‌دهد که این کتاب در فارسی میانه غربی «رازان» (جمع راز) نام داشته‌است. ابن ندیم در الفهرست نام کتاب را سِفرالاسرار آورده و عنوان ۱۸ فصل آن را ذکر کرده‌است، اما این مطلب هیچ کمکی به شناسایی قطعات ایرانی نمی‌کند. یعقوبی در تاریخ خود، گفته‌است که مانی در سفرالاسرار به آیات انبیاء طعنه زده‌است. بیرونی در فهرست کتب محمد بن ذکریا رازی می‌گوید که به مطالعه سفرالاسرار علاقه‌مند شده و مدت چهل و اندی سال در آرزوی به‌دست آوردن آن بوده و وقتی آن را به دست آورده، دربردارنده «هذیانِ بَحت و هجرِ محض» یافته‌است.

#### غولان
ابن‌ندیم در «الفهرست» آن را «سِفرالجَبابره» ذکر کرده‌است. این اثر در پارتی «کَوان» (Kawān) نامیده شده، و گمان بر این است که نام دیگر آن نزد مانویان «نوشته‌ای به پارتیان» باشد. کَو (Kaw) بازماندهٔ کَوی (Kawi) اوستایی و کَی (Kay) پارسی میانه است که یکی از معانی اصلی آن «جنگ‌جوی ایرانیِ غیرزرتشتی» بوده که سپس با معنی «جبار» به‌کار رفته‌است. قطعاتی از این اثر به زبان‌های پارسی میانه و سُغدی به‌دست آمده‌است. «کَوان» شباهت‌های زیادی با «کتاب اول اخنوخ» دارد؛ و ازاین‌رو به کتاب مانی، «کتاب اول اخنوخ» نیز می‌گفته‌اند. «کتاب اول اخنوخ» (منسوب به «اخنوخ/هنوخ» جدّ نوح پیامبر) در سدهٔ دوم پیش از میلاد نوشته شده و روایت کامل از آن تنها به زبان حبشی باقی مانده‌است. ترجمه‌ای سریانی از کتاب اخنوخ نیز بوده که اکنون وجود ندارد. «کتاب اول اخنوخ» یا کتاب «کَوان» مانی بعدها به شش یا هفت زبان ترجمه شده و قطعات یا اقتباس‌هایی از روایات یونانی، لاتینی، پهلوانیگ (پهلوی اشکانی؛ پارتی)، پارسیگ (پهلوی ساسانی؛ پارسی میانه)، سُغدی و قبطی آن‌ها به‌دست آمده‌است.
این کتاب دربارهٔ دیوان یا فرشتگانی تاریک و بدکاره موسوم به «اِگریگُرویی» (نگاهبانان) است که در هنگام ایجاد جهان در آسمان‌ها زندانی شده بودند؛ اما بعدها شورش کردند و هرچند چهار فرشتهٔ بزرگ آنان را دوباره به‌بند کشیدند، دویست تن از آنان در زمان اخنوخ نبی گریختند و به‌خاطر شهوت و عشق مفرط به زنان زمینی هبوط کردند (به زمین آمدند). پیروان ایرانی مانی که «کَوان» را به پارسی میانه برگرداندند، بسیاری از نام‌های ایرانی مانند «سام» (اُحیاه)، «نریمان» یا «پَت سام» (اَحیاه)، «ویشتاسپ/گشتاسب»، «خدوس/هوتوس» (همسر ویشتاسپ/گشتاسب)، «ویروگداد»، «زریل/زریر» و در یک روایت سُغدی، «آریَن ویژَن» (ایران‌ویج) را جایگزین نام‌های سامی‌کردند. درواقع، روش کار آن بوده که اصطلاحات و حتی نام‌های ایزدان، ماه‌ها و شخصیت‌های اساطیری را به زبان‌های دیگر ترجمه می‌کردند تا برای گویندگان آن زبان‌ها ناآشنا نباشد.

#### رساله‌ها و نامه‌ها
نامه‌هایی است که مانی در زمان‌ها و مکان‌های مختلف به رهبران جوامع مانوی نوشته‌است. این مجموعه در فارسی میانه «دیوان» (dĩwān جمع dĩb به معنی نوشته و نامه) نامیده شده و همین عنوان در یک سند مانوی به زبان چینی، از فارسی میانه وام گرفته شده‌است. اصل این نامه‌ها به زبان اصلی یا به صورت ترجمه به یکی از زبان‌های ایرانی، باقی نمانده‌است ولی بعضی از آن نقل قول‌های کوتاهی، که صورت اندرز و سخنان حکیمانه دارد، در برخی از متون فارسی میانه و سغدی مانوی، آمده‌است.
ابن ندیم در الفهرست، فهرستی از عنوان‌های ۷۷ نامه را آورده که عنوان تعدادی از آن‌ها به این قرار است:
1. رسالة الاصلین یا رساله دوبن: ظاهراً رساله‌ای دربارهٔ دو اصل نیکی و بدی بوده که در فارسی میانه «دو بن» (dō bun) نامیده شده‌است.[۹۴]
2. رسالة هند العظیمه یا رساله بزرگ هند: از این رساله در نوشته‌های تورفان جمله‌هایی باقی‌مانده‌است.[۹۵]
3. رسالة ارمینیه یا رساله ارمنستان:

در متنی سغدی از تورفان از rmyb frwrtyy (رساله ارمنستان) نقل قول‌هایی شده‌است.
1. رسالة وحمن فی خاتم الفم یا رساله وحمن در مُهر دهان: در میان نوشته‌های تورفان به فارسی میانه frwrdg y mwhr و به پارتی mwhrdybyy و به سغدی mwhr dyβyy به معنی «نامه مُهر» آمده‌است.[۹۷]
2. رسالة کلمات العشر یا رساله سخنان دهگانه (فرایض دهگانه).[۹۸]
3. رسالة حطا یا رساله حطا: در قطعه‌ای از تورفان به زبان فارسی میانه، نقل قول‌هایی از این رساله آمده‌است.[۹۹]

#### فراقماطیا
ابن ندیم نام این کتاب را همین گونه نقل کرده‌است. اصل این واژه یونانی است که به سریانی وارد شده‌است. پراگماتیا در یونانی به معنی کار و پیشه است که سپس در معنی «رساله» به کار رفته‌است. ظاهراً این کتاب دستورهای دینی مانی، نیز رسائل عملی و تاریخی مانوی را دربرداشته‌است. نام این اثر در متون قبطی و چینی آمده ولی نشانه‌ای از آن در متون مانوی ایرانی دیده نشده‌است.

#### اوراد و مزامیر
مجموعه‌ای از آثار دعایی مانی است که شامل دو زبور منظوم نیز هست. هیچ‌یکی از دعاها به فارسی میانه شناسایی نشده‌است، اما یک متن سغدی نشان می‌دهد که متن منظوم مفصلی به نام «آفرین بزرگان» توسط مانی تصنیف شده‌است. بسیاری از قطعات این متن به پارتی، فارسی میانه و سغدی در دست است. این زبور دربردارنده دعاهایی خطاب به پدر بزرگی و ایزدان آفرینش سوم است که امور جهان کنونی را بر عهده دارند. عبارت معینی در این زبور تکرار شده‌است. زبر دیگر «آفرین تقدیس» نام دارد، چه هر یک از دعاها با واژه قادوش آغاز می‌شود. ساختمان این زبور نیز مانند زبور نخستین است.

#### ارژنگ
از کتاب‌هایی که به مانی نسبت داده شده، ارژنگ، مجموعه‌ای از نقاشی‌ها است که مانی به وسیله آن آفرینش را آنگونه که تصور می‌کرده، به ویژه جهان روشنی و تاریکی را، به تصویر کشیده و بر آن شرح نوشته‌است. این مجموعه به زبان پارتی آردهنگ و به فارسی «ارتنگ»، «ارثنگ» و «ارژنگ» نامیده شده‌است. این اثر به یونانی «ایقون»، در قبطی «ایقونس» و در کتب مانوی چینی «تصویر دو اصل بزرگ» نامیده شده‌است. از این کتاب در قرن پنجم (یعنی دوران غزنویان و سلجوقیان) نسخه‌ای در غزنه وجود داشته و ابوالمعالی در کتاب فارسی خود «بیان الادیان» از آن نام برده‌است. از آردهنگ اثری به جا نمانده ولی قطعاتی از یک تفسیر پارتی به نام «توضیح آردهنگ» از تورفان به دست آمده‌است که داستان‌های تمثیلی بسیاری دارد.

### آثار پهلوی
در ادبیات پهلوی، اثر جدلی معروفی به نام شکند گمانیک وزار از مردان فرخ پسر هرمزدداد، احتمالاً از سده نهم میلادی در دست است. مؤلف خود این نام را به معنی «گزارش گمان‌شکن» یا شرح از میان‌برنده شک و تردید است، بر کتاب نهاده‌است. او سبب تألیف کتاب را چنین ذکر کرده‌است که در زمان وی ادیان و فرقه‌های گوناگونی پیدا شدند و او از همان کودکی مشتاقانه در جستجوی حقیقت بود، برای یافتن آن به سرزمین‌های گوناگون سفر کرد و سرانجام مطالب کتاب خود را گردآورد و مدون ساخت تا در دفع شبهه نوآموزان در برابر معارضان به کار آید.
مردان فرخ از آثار دانشمندان زرتشتی هم‌عصر خود مانند آذرباد یاوندان و روشن پسر آذرفرنبغ فرخزادان و به ویژه از کتاب دینکر استفاده کرده‌است، تا آنجا که فصل ۲۳۹ (الف) کتاب سوم دینکرد عیناً فصل نهم شکند گمانیک وزار را تشکیل می‌دهد. نویسنده اشاره می‌کند که نمی‌خواسته‌است دین زرتشتی را به گونه‌ای موروثی بپذیرد، بلکه بر آن بوده‌است که با استدلال و منطق بدان بگرود و در این راه به آثار نویسندگان دست یافته و از فریب فرقه‌های دیگر، به ویژه مانویان رها گشته‌است. متن پهلوی کتاب از میان رفته و امروز تحریر پازند و ترجمه سنسکریت آن در دست است. مطالب کتاب را می‌توان به دو بخش عمده تقسیم کرد. فصل‌های ۲ تا ۱۰ دربارهٔ اصول اعتقادات زرتشتی است و فصل‌های پایاینی (۱۱ تا ۱۶) که جنبه جدلی دارد، در رد دین‌های مختلف است: اسلام (فصل‌های ۱۱ و ۱۲)، یهودی (فصل‌های ۱۳ و ۱۴)، مسیحی (فصل ۱۵) و مانوی (فصل ۱۶) است و این فصل آخر، به سبب افتادگی دستنویس ناقص مانده‌است. وجود واژه‌ها و اصطلاحات مانوی در این فصل کتاب نشان از آن دارد که متن پهلوی گم شده می‌باید از اسناد مانوی، به‌طور مستقیم، استفاده کرده باشد.
در کتاب سوم دینکرد، آذرباد مارسپندان، موبدان‌موبد شاپور دوم (۳۰۹–۳۷۹ میلادی) به رد نظرات مانی (که دو یا سه تای آن جعلی است) پرداخته و اختلاف‌نظرهای مانوی و زرتشتی را برشمرده است.

### آثار قبطی
دستنویس‌های قبطی بسیاری در سال ۱۹۳۰ میلادی در مصر کشف شد. از طریق این متون، آگاهی دربارهٔ مانی و مانویت افزایش یافت. متون قبطی روشنایی بیشتری بر بسیاری از سنن مربوط به زندگی و مرگ مانی افکند. از میان این دست‌نویس‌ها، سه کتاب مواعظ، کفالایا و مزامیر منتشر شده‌است.

#### مواعظ
بخش‌های اول و دوم این اثر مربوط به اواخر سده سوم، بخش سوم حدود سال ۳۰۰ میلادی و بخش چهارم بدون تاریخ است. کتاب شامل مرثیه‌ای در مرگ مانی، آثار بازمانده از او، پایان زندگی مانی، مرگ شاپور، آخرین سفر او، آمادگی مانی برای مرگ و ورود به سرزمین روشنی، سوگواری پیروان مانی در مرگ او، اخبار مرگ مانی، مراسم تدفین و نیز مطالبی دربارهٔ سیسینوس، جانشین مانی و آفرینش و پایان جهان است.

#### کِفالایا
کِفالایا (فَرگردهایی از خِرَد مانی پیامبر/آموزگار) شامل اسناد باارزش مانوی مربوط به سده چهارم میلادی است. کتاب ظاهراً از زندگی‌نامه خود او اقتباس شده‌است.

#### مزامیر
مزامیر مانوی متعلق به سده چهارم میلادی هستند و همه بجز مزامیر توماس ویژگی مشترکی دارند و آن این است که با یک دعا پایان می‌یابند. هر زبور در ستایش عیسی، مانی، گزیدگان و مانویانی است که احتمالاً از شهدا بوده‌اند. بدین ترتیب نام مانی تقریباً در تمام مزامیر آمده‌است. بعضی از آن‌ها جزئیات شاعرانه‌ای دربارهٔ خصوصیات مانی به دست می‌دهند. زبور شمار CCXXVI دربارهٔ بردباری مانی و شرح حضور مانی در برابر شاه، مرگ مانی و مثله شدنش می‌پردازد. در همین زبور فهرست کتاب‌های مانی به شکل نمادین خاصی معرفی شده‌است. نوشته‌ها با اجزای سازنده دارویی قوی مقایسه شده‌اند. خود مانی پزشک بزرگ نامیده شده و کتاب‌هایش اجزای نوشدارو است که درمان‌بخش همه دردها و رنج‌ها است.

## هنر و ادبیات مانوی

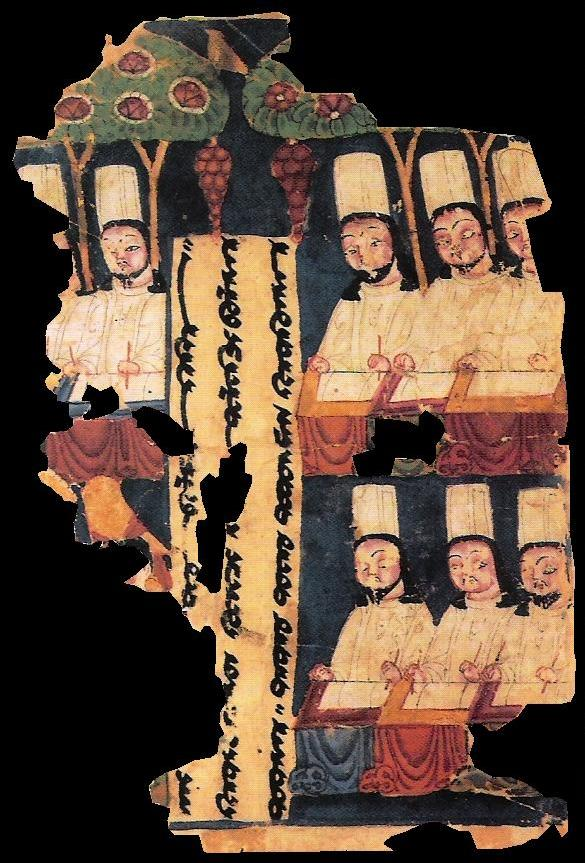
برگی از نوشته‌های مانوی به خط سغدی به‌همراه تصویر نویسندگان، ویراستاران و نَبیگان‌گران (تذهیب‌کاران)

مانویان در ثبت و نوشتن آثار دینی خود بسیار فعال بودند. آغاز کتابت میان مانویان با خود شخص مانی آغاز شد. او خط مانوی را بر اساس الفبای تدمری اقتباس کرد که خود آن نیز از خط آرامی گرفته شده‌بود. مانی آثار خود را به دو زبان فارسی میانه و سریانی به رشته تحریر درآورد. مار امو که از شاگردان باسواد و دبیر او بود نوشتن آثار مانوی به زبان پارتی را آغاز کرد. زبان سغدی نیز با خط سغدی و مانوی و اویغوری با خط خاص خود برای نوشتن آثار مانوی بکار رفتند. در مصر آثار مانوی به زبان قبطی پدید آمد و در تمام مدت سیر دین مانوی زبان فارسی میانه نیز که زبان کتاب دینی خود مانی هم بود به عنوان یکی از زبان‌های مورد استفاده مانویان در کتابت جایگاه ویژه‌ای داشت. عمدهٔ آثار آن‌ها به زبان‌های سریانی، پارسی میانه، پهلوی اشکانی، ترکی اویغوری، سغدی، زبان‌های چینی و زبان قبطی نوشته شده‌است. در این میان سروده‌ها و اشعار و داستان کوتاه نمادین نیز در آسیای میانه به نگارش درآمده‌است. اکثر این آثار در آسیای میانه به‌دست آمده‌است و در کل مجموعه آثاری که از مانویان تا به امروز به جای مانده بیش از هفت هزار نوشته مختلف است. نخستین نمونه‌های شعر سپید را به مانویان نسبت داده‌اند. از میان آثار مهم مانوی که در ویرانه‌های تورفان یا مصر کشف شدند می‌توان به شاپورگان فارسی، زبور مانی قبطی، کفالایا و رازان سریانی اشاره نمود. همچنین آثار پراکنده بیشماری هم به زبان‌های پارتی، سغدی و اویغوری به‌دست آمده که بیشتر ترجمه متون سریانی و فارسی میانه هستند یا اینکه سرود می‌باشند.
موسیقی، نقاشی و خط خوش میان مانویان بسیار رایج و پسندیده بود. وجود اشعار هجایی در آثار مانوی ترفان نشان می‌دهد که متون مذهبی و عبادی مانوی به سرود و به صورت ترانه خوانده می‌شده‌است. حاشیه نگاری کتاب‌هایی که بر روی چرم نوشته می‌شد در میان مانویان امری رایج بوده و به همین جهت آنان به نگارگری نیز در ایران شهره بودند. از آثار مانوی بجز نوشته‌های مانی می‌توان به اسناد به‌دست آمده از تورفان چین و کتاب خوستووانیفت و ترجمهٔ اویغوری آن و نیز برخی آثار قبطی به‌دست آمده در مصر اشاره کرد. هنر مانویان در نقاشی و نگارگری بر روی صفحات کتاب موجب شکل‌گیری هنر تذهیب در دوران اسلامی گردید. به نحوی که تذهیب قرآن را متأثر از علاقه مانویان به حاشیه‌نگاری کتاب‌های دینی خود دانسته‌اند که گاهی با طلا و نقره همراه بوده‌است. از آنجایی که مانی پیامبر خود اهل صنعت و هنر بوده و در ادبیات ایران نیز به همین شهره گشته مانویان نیز به تبعیت پیامبر خود در این راستا بسیار فعال بودند. اینان هنرهای زیادی همچون موسیقی، نقاشی، تذهیب، خوش‌نویسی را گونه‌ای عبادت برشمرده و ضمن آن می‌کوشیدند تا نور محبوس در ماده را آزاد و عروج روشنایی به سرزمین اصلی خود را در خلال آفرینش گوناگون آثار هنری عرضه نمایند. افزون بر آثار تورفان، دَه ابریشم‌نگاره بین سالهای ۲۰۰۶ تا ۲۰۱۶ در موزه‌های ژاپن و آمریکا کشف شده که جلوه‌های نوین از هنر مانوی با ویژگی‌های چینی را نشان می‌دهد. 

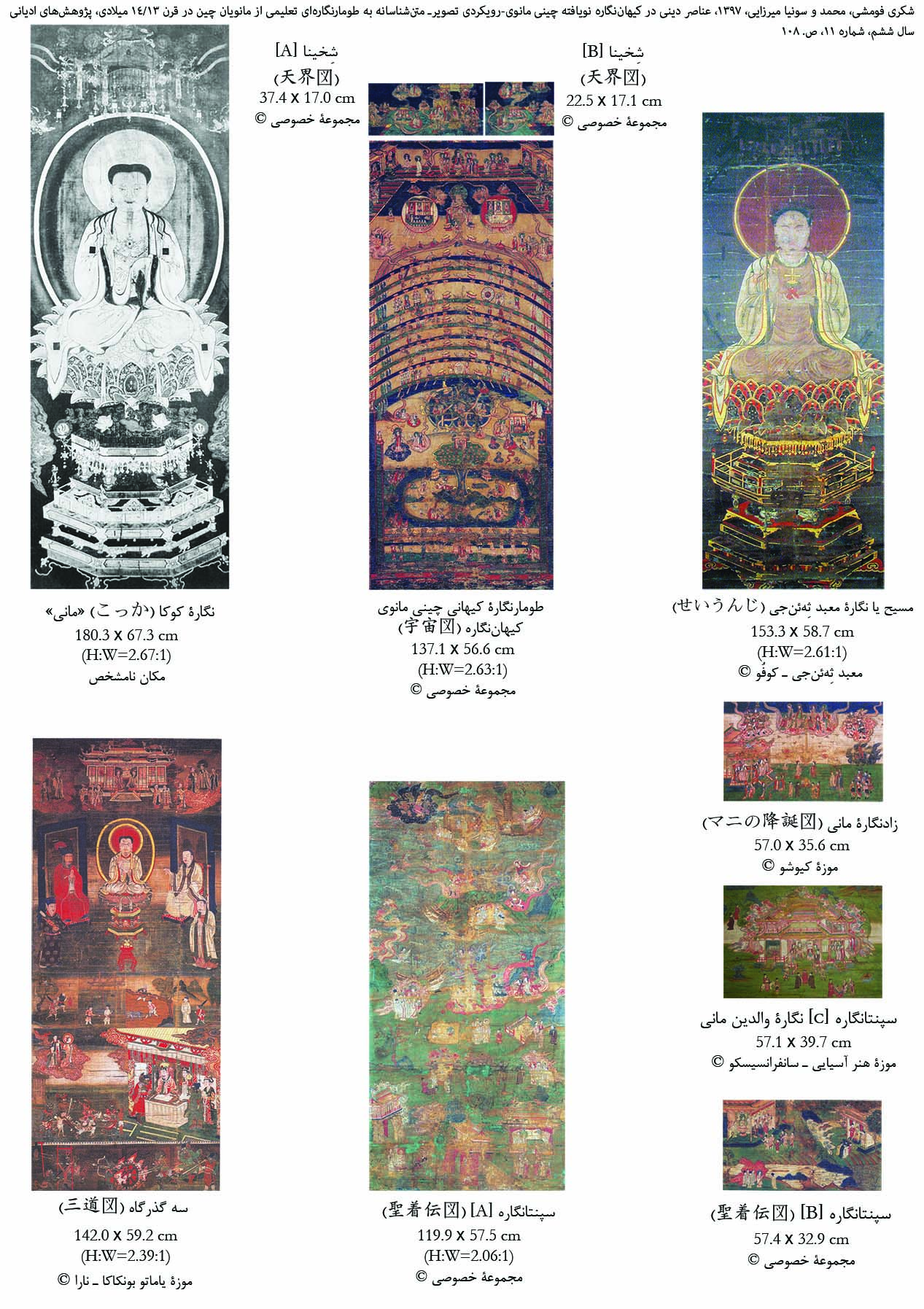
دَه پرده ابریشمین و منقوش که در ژاپن و آمریکا بین سالهای ۲۰۰۶ تا ۲۰۱۶ میلادی بازشناسی شده‌است. شکری فومشی، محمد و سونیا میرزایی، ۱۳۹۷، عناصر دینی در کیهان‌نگاره نویافته چینی مانوی رویکردی تصویر متن‌شناسانه به طومارنگاره‌ای تعلیمی از مانویان چین در قرن ۱۳/۱۴ میلادی، پژوهش‌های ادیانی سال ششم، شماره ۱۱، ص. ۱۰۸

### نمونه‌ای از اشعار مانویان
خسته مشو ای خِرَد؛
تن درمده‌ای عشق.
بیا گِرد آییم؛
و او را دریابیم؛
که پنهان از دیده‌هاست؛
که خموش است و سخن می‌گوید.
دو گوهر کز آغاز بوده‌اند؛
آنِ مَغاک؛
و او کز بلندا،
درخشنده است.
تاریکی فراز رفته؛
روشنی اما هبوط کرده‌است.
خسته مشو ای خِرَد؛
تن درمده‌ای عشق.
مرگ چشندهٔ زندگی‌ست؛
زندگی چشندهٔ مرگ.
آوردگاهِ وحشت گسترده‌است.
خسته مشو ای خِرَد؛
تن درمده‌ای عشق.
چه بِشکوه این عشق؛
چه بِشکوه این خِرَد.
عشق آواره شد؛
خِرَد در جستجویش.

## مانویان

### فهرست نام‌های مانویان سرشناس

#### یاران و شاگردان (حواریون) مانی
۱- فاتِق/پاتیک/پاتیکیوس (پدر مانی) ۲- آمو/آموس (حواری مانی در خاورزمین) ۳- اَدّا/اَدای/آدیمانتوس/بوداس (حواری مانی در باخترزمین؛ نویسندهٔ مباحثات و بوشِل/مودیون) ۴- سیس/سیسین/سیسینیوس (نخستین جانشین مانی) ۵- اینای/اینایوس (دومین جانشین مانی) ۶- توم/توماس (از سرایندگان زبور مانوی) ۷- هِرماس ۸- ابی‌زکیه/زاکو/زاکوا/زاکواس/آکواس ۹- ابرای/ابَربی/بهرایا/بارایئِس/بارایاس ۱۰- خابارات/گاوریاوی/گَبریاب/گَبریابوس ۱۱- فافی/پاپی/پاپوس ۱۲- آگاپیوس ۱۳- اوزی/اوزای/اوزِئوس ۱۴- سَلام/سَلمای/سَلمایوس ۱۵- کوشتای/کوستایوس دبیر ۱۶- آبیه‌سوس ۱۷- هِراکلیدِس (از سرایندگان زبور مانوی) ۱۸- اورادیس/آرادِس ۱۹- شمعون ۲۰- توربو ۲۱- خداوندگار کوروش/سیروس (از سرایندگان زبور مانوی) ۲۲- ابزاخیای پارسی ۲۳- نوح زادَگ/بار نوح مترجم ۲۴- هاردار (حواری زرتشتی مانی).

#### بزرگان و بلندپایگان مانوی
شاد اورمَزد (پیشوای دیناورانِ خراسان و کردستان)، مِهر اورمَزد، خورشید وَهمن/وَهمن خورشید، نازک ایزد، یزدانبَخت، مِقلاص، مِهر، برزمِهر، ابوهلال دیجوری/دیحوری، ابوسعید رحا، ابوعلی رحا، ابویحیا الرییس، ابوالحسن دمشقی، نصر بن هرمزد سمرقندی، جعد بن درهم، فاستوس (اسپَسَگ/اسقف مانوی در شمال آفریقا؛ نویسندهٔ کاپیتولا)، فورتوناتوس، سکوندینوس (شنوندهٔ رومی که در پاسخ به آگوستین نوشته‌هایی دارد)، فِلیکس، اسقف سلیمان، تیموثی/تیموتی، مِنوش/مَینَق (از زنان گزیده)، ژولیای انطاکیه‌ای (از زنان گزیده)، البادور گشتانسو.

#### سایر پیروان مانی و برخی شهدای مانوی
مریم (مادر مانی، که به نام‌ها و لقب‌های دیگری همچون «نوشیت/یوسیت، تَقْشیت/تَقَشیت، میس/رامیس، اوتاخیم/اوتاشیم، کاروتسا/کاروسا» نیز شناخته می‌شود)، زِنوبیا/تَدهی (ملکهٔ تدمر یا پالمیرا)، نَفشا (خواهر زِنوبیا)، بوگو خان/مویو خان/آلپ قتلغ/خاقان تنگ-لی (شاه ترکان اویغور یا تغزغز)، هرمزد اردشیر/هرمزد یکم (بزرگ‌ترین پسر شاپور نخست و سومین پادشاه ساسانی)، توران‌شاه، مِهرشاه (برادر شاپور نخست)، شاه پیروز (برادر شاپور نخست)، شاه بات/بادیا، شاه تیرمِهر، اَردَوان ویسپوهر (شاهزادهٔ اشکانی)، راشتین/راشین، رامین/رمین/رمی، اردشیر، اهواز، اردد/خرداد، سهراب، مهرنیوشا، یحیای مانوی، یوحنای مانوی، سعیوس، افعند، زابد، سلنی/سلنا، بحرانا، حدانا، حطا، اخا/اجا، افقوریا/انقوریا، عبدبال/عبدیاییل، عبد یِسوع، ابی یسام مهندس، ابای تلمیذ، شاثل/شیث شَمّاس، تِئونا، مریم (همسر تِئونا)، کلئوپاترا، جِمنوت، ویجیل، پلوسیان، پاشال، پشایی، آبه‌پشایی، آبه‌پنایی، آبه‌پولیدوکسوس، آبه‌سیرا، یوستاثیوس/یوستافیوس، کُنستانتیوس، اوستفیوس، ائوکاریستوس، فوتینوس، ویکتورینوس، سیمپلیکیانوس پدرِ آنتونیوس، آفثونیوس اسکندرانی، میخاییل سرولاریوس (اسقف اعظم قسطنطنیه)، مَرقُس مِمفیسی، آگاپِه (از زنان گزیده شاگرد مَرقُس مِمفیسی)، بارسیمِس نِسطوری، ویکتورینای اسپانیایی، پائولوس پسر کالینیسی، فیلون، آپکت، پائول/پُل اهل هیپو، خواهرِ پائول/پُل، آدو اهل آدیابِنه، کاندیدا اهل تیپاسا، باسا اهل لیدیا (از زنان گزیده)، ماریا، لامپادیا (از زنان شنونده)، کایساریا، لوسیلا (دختر کایساریا)، مو-سزو-هسین (احتمالاً «سیسینیوس» حواری مانی)، نا-لوئو-ین، تسو-هی-توئو، تین-تا، تائو-مینگ، مو-یه، مانگ-نی، وی-مائو (احتمالاً «آمو» حواری مانی)، آ-تو (احتمالاً «اَدّا» حواری مانی).

#### دوست‌داران و پشتیبانان مانویت (زنادقه)
شاپور نخست ساسانی، بهرام دوم ساسانی، نرسی/نرسه (هفتمین پادشاه ساسانی و برادر شاپور یکم)، زردشت خورَّگان فسایی/بوندوس، مزدک بامدادان/شروین اندرزگر، ولید بن یزید (یازدهمین خلیفهٔ اموی)، مروان بن محمد (آخرین خلیفهٔ اموی)، خالد بن عبدالله قسری (حاکم اموی بصره و کوفه)، آمارو/عمرو بن عدی (فرمانروای حیره)، تِس (شاه تخارستان/بلخ/باختر)، وو (امپراتریس سلسلهٔ تانگ در چین)، زکریای رازی، سلم خاسر، حَماد عجرد، زینب مغیره، ابوالعلاء معری، ابو عیسی وراق، ابونواس، ابوتمار مطبب، ابوالعباس ناشی، ابوشاکر دیصانی، ابن اخی ابی‌شاکر، فضل برمکی، حسن برمکی، یزدان پورِ باذان، ابن مقفع/روزبه پورِ دادویه، ابن راوندی، ابن طالوت، ابن سیابه، ابن ابی‌العوجا، ابن ابی‌الغیث، ابن زیاد هلالی، ابن الاعمی الحریزی، بشار بن برد، صالح بن عبدالقدوس، محمد بن احمد جیهانی، محمد بن عبیدالله (کاتب مهدی خلیفهٔ عباسی)، محمد زَیّات (وزیر متوکل و واثق خلفای عباسی)، اسحاق بن خلف، علی بن خلیل، علی بن ثابت، پریسیلیانوس/پریسیلیان (بنیان‌گذار جنبش پریسیلیانی)، هِلپیدیوس (از پیشوایان پریسیلیان‌ها)، اسقف اینستانتیوس (از پیشوایان پریسیلیان‌ها)، اسقف سالویانوس (از پیشوایان پریسیلیان‌ها)، پائولوس ارمنی/پدر گِنِسیوس (بنیان‌گذار جنبش پائولیسیانی)، یوهان/ژان کریسوشِر (از پیشوایان پائولیسیان‌ها)، کشیش بوگومیل (بنیان‌گذار جنبش بوگومیلی/محبان خدا)، واسیلی (از پیشوایان بوگومیل‌ها)، جووانی/ژان دِ لوجیو (از پیشوایان کاتارها/پاکان)، پاپا نیکینتا (از پیشوایان کاتارها)، بِرتران دان مارتی (از پیشوایان کاتارها)، پی‌یه‌ر والدِس/پیتر والدو (بنیان‌گذار جنبش والدِنی)، قدیس مارتین (اهل تور)، یوکروشیا، پروکیولا (دختر یوکروشیا)، لو-شینانگ (ژنرال چینی)، فانگ-لا (مبارز چینی).

#### نومانویان و گنوسیان شِبه-مانوی معاصر
رودولف ژوزف لارِنتس اِشتاینر (مؤسس مکتب آنتروپوزوفی)، دِئودا روشه (از احیاگران کاتاریسم در فرانسه)، استفان اِی هِولِر (اسقف «اِکلیزیا ناستیکا» یا کلیسای گنوسی در آمریکا)، اَبا یِسای نَصرای/دیوید کلارک (مؤسس جماعت «اِسِنی‌های ناصوری» در آمریکا).

### گفتاوردهایی از نوشته‌های بلندپایگان مانوی
۱- «خورشید برای نابینایان طلوع نمی‌کند؛ ناشنوایان ندا را نمی‌شنوند؛ و ضیافت‌های قدسی برای مردگان برپا نمی‌شود».
۲- «این نَسک‌های سِپَند (کتاب‌های مقدس) که نام‌های وَرجاوَندشان، ستایش مهربانی مانی برانگیزند؛ این نشانه‌های خداوند که سال‌به‌سال و ماه‌به‌ماه بر شکوه‌مانِستان‌هایش (نیایش‌گاه‌هایش) بیفزایند… [به روز رستاخیز، آن‌گاه که نبرد بزرگ نیکی و بدی برخیزد] به دستان دین‌داران و دادگران خواهند رسید: اِوَنگِلیون زیندَگ (انجیلِ زنده/جاوید/بزرگ)، نیانِ زندگان (گنجِ زندگانی؛ کَنزالاحیاء/کَنزالحیات؛ سمیتیها)، کارنامه (بُنگاهیگ؛ فرَقماطیا/پراگماتیا؛ رسالهٔ عملیه)، رازان (سِفرالاسرار/سِفرالاسفار؛ رسالات)، کَوان (غولان؛ سِفرالجبابره)، دیبَهان/دیبان (نامه‌ها؛ مکاتیب)، آفْریوَنان (گاهان؛ سرودها؛ مزامیر) و یَشت‌ها (نیایش‌ها؛ مناجات‌ها)، نگارنامه (اَرژَنگ/اَرتَنگ/آردَهَنگ؛ سرودِ راستی/ندایِ عدالت) و آردَهَنگ ویفراس (تفسیر ارژنگ)، دوبُن‌نامَگ (رسالةالاصلین؛ مکاشفاتِ نور و ظلمت)، شاهپورَگان/شاپورَگان (رازهای مبدأ و معاد)، و داستان‌های پندآموز (حکایات تمثیلی)... هیچ‌کدام در آن زمان ناپیدا نخواهند ماند…
تا به کی نادیده‌شان گیرند؟ تا به کی [بر کومه‌های آتش] بسوزانند؟... هزاران بار [گناه‌کاران] از دیده‌ها پنهان‌شان کنند؛ هزاران بار [پرهیزگاران] آن‌ها را ازنو نویسند؛ تا سرانجام به دست نیکویان رسند؛ و در فرَشگَرد (پایان جهان)، دادگران گیتی آن‌ها را [از دلِ ویرانه‌ها] بازجویند. اینان [نَسک‌ها را بر چشمان و سینه‌های خود نهند و] بر نوشته‌هایش بوسه زنند و گویند: «ای خِرَدِ بزرگی، ای زِره سترگ فرشتهٔ روشنی (رسولِ نور)، کجا از دیده‌ها پنهان شدید؟ از کجا می‌آیید؟ از کجا پیدا شدید؟»
و من، شادمانم که پس از روزگاران دراز، این گنجینهٔ آسمانی (صحفِ مانی) به دست نژاد بی‌مرگان سپرده خواهد شد. براستی که گمراهان، خداوندگارِ این نَسک‌ها را نشناسند. ای شما نیکویان و ای دادگران که نوشته‌ها را می‌یابید، بگویید که چگونه این واژه‌های پرهیزگاری را برخواهید خواند؟ نام‌های ایزدان… نام خداوندگار گنجینه را… و نام همهٔ بلندپایگان را که جان خود [برای دین خدا دادند]... و نام رونویسان (کاتبان و خوشنویسان) و همچنین ویراستاران (نگارگران و نَبیگان‌گران)... و نام همهٔ برگزیدگان که روز و شب [درختِ زندگی] را ستایش می‌کردند… [با چه زبانی یارای گفتنید؟]... من در برابر بزرگی‌شان سر خَم کنم… بر آن‌ها اشک ریزم… زیرا می‌دانم که [پیکرهای درخشان‌شان] کجای زمین آرمیده‌اند.
آری، مانِستان‌های «کیشِ روشنی» کوبیده شدند و بی‌گناهان ستم دیدند… جایی‌که اهرمن می‌ایستد، یاری‌گری نیست از دستِ [راهبران] آیین‌های گمراه (فرقه‌های خاطی) و آزارِ خانواده‌هایشان… تا که نشان دادگری فرارسد، به سرزمینی که در آن دُروَندان (مُغانِ دروغین) هستند؛ جایی‌که بر جهان [تاریکی] فرمان می‌رانند… [آن‌گاه مَر ایشان را گریزگاهی نیست]».

## عرفان مانوی و تأثیر آن بر تصوف

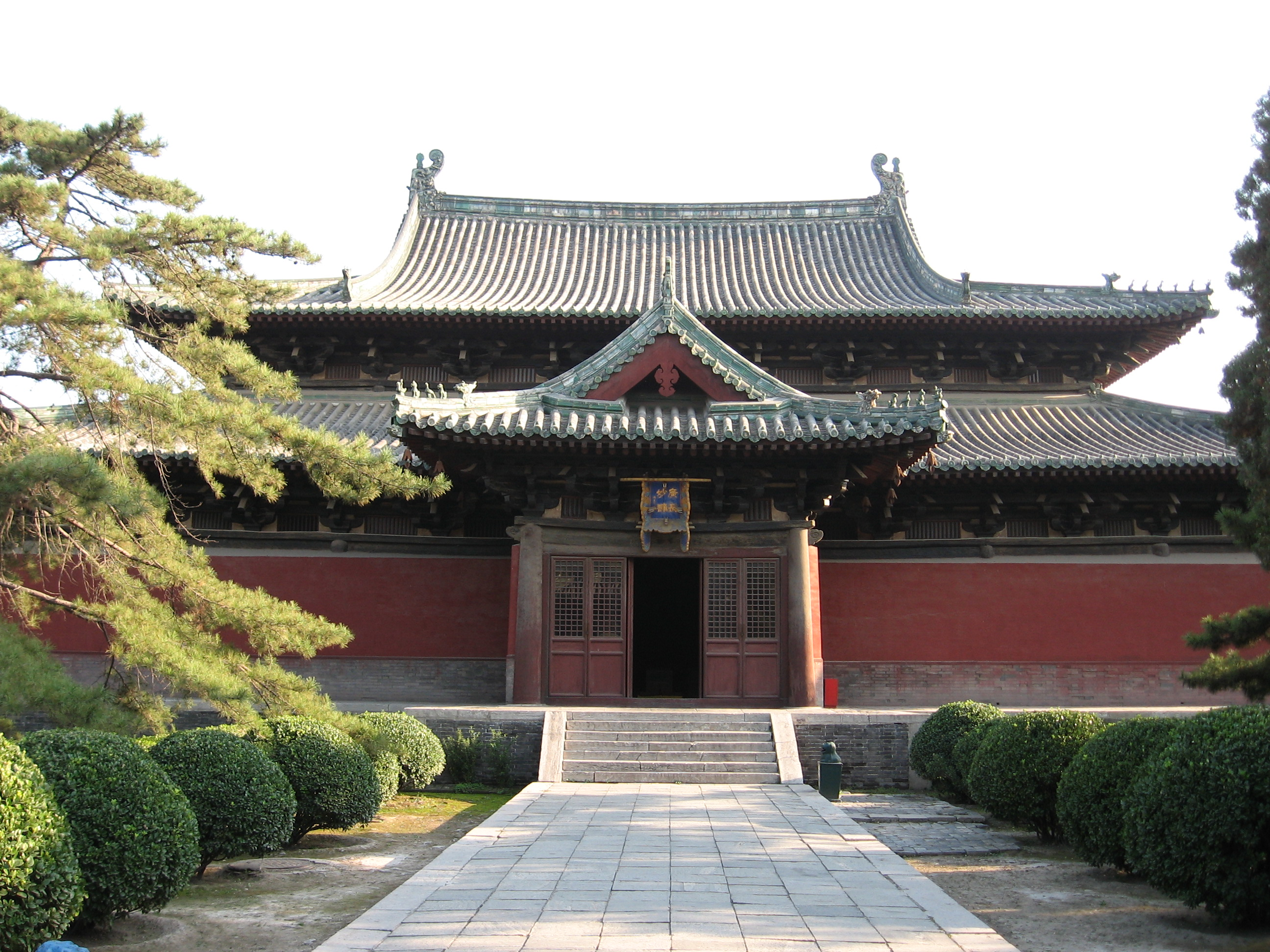
تصویری از یک معبد مانوی بجای‌مانده در غرب چین. مانویان معابد خود را مانستان می‌نامیدند

مذهب مانوی مذهبی مبتنی بر عرفان و تهذیب نفس است. خود مانی که در میانرودان در میان فرقه‌های مندایی و گنوسی پرورش یافته بود به مذهب مغتسله باور داشت و غسل کردن و پاکی تن را برای عبادت اصل اول می‌دانست اما ناگهان این مذهب را ترک گفت و با بیان اینکه به پاکیزگی روان بیش از پاکیزگی تن نیاز است اصطلاح آب زنده را مطرح کرد که آبی مینوی و الهی بود و روح و روان را پاک می‌نمود. در نظر مانویان تطهیر تنها از راه معرفت و پاکدامنی و محبت امکانپذیر می‌شد. از دیگر نشان‌های عرفانی اصطلاح «زنده» است که بیش از ادیان دیگر در مانوی‌گری کاربرد دارد. عارف و شناسا شدن مبین زنده بودن روح و نور دربند آدمی است و از این رو برای رهایی از ظلمت به دانش و معرفت نیاز مبرم وجود دارد. انسان ترکیبی از جسم و روح است و روح انسان، در بند و اسارت جسم قرار دارد و با تقویت نور و بیدار نگهداشتن آن در زمان مرگ گوهر پاکیزه را می‌توان به عالم علوی و سرزمین روشنایی رساند. عرفان مانوی دنیا را دیر مکافات و سرای بدی می‌پندارد و هرچه زودتر رخت بستن از جهان را آرزومند است. عرفان مانوی تاثیرهای عمیقی بر عرفان اسلامی گذاشت. پرهیز از گوشت و لذات گمراه‌کننده جسمانی، بی‌علاقه بودن به کار و آبادسازی جهان، بی‌ارزشی جهان مادی، اسارت روح در جسم و جهان، پیوستن روح به عالم علوی از راه تهذیب نفس از تاثیرهای ویژه آیین مانی بر عرفان اسلامی و تصوف دانسته شده‌اند. بسیاری از اعمال صوفیانه ریشه در آئین مانوی دارد. دلیل این ارتباط از دوران باستان به قرون اخیر از این است که در زمان گسترش عرفان اسلامی شمار زیادی از دانشمندان و کاتبان ایرانی یا حتی مانوی‌تبار بودند مانند روزبه پسر دادویه (ابن مقفع) و بسیاری از عرفای خراسان و فرارودان در محیطی رشد یافته بودند که به‌شدت تحت تأثیر مذهب مانوی بود. وجود گنوسیان در بابل و مانویان خوزستان و نیز قبطی‌ها و مصریان مسلمان شده که به نوعی همگی درگیر آرای مانویان در سرزمین‌های خود بودند عامل اصلی نفوذ صریح باورها و آداب مانوی به درون عرفان اسلامی شد. برخی از عرفای مسلمان به اتهام زندقه و مانویت تکفیر و کشته شدند مانند شهاب‌الدین یحیی سهروردی و حسین منصور حلاج. آثار روزبه پسر دادویه (ابن مقفع) نیز در این‌گذار بی سهم نبوده‌است. از مهم‌ترین تاثیرهای مانویت بر عرفان اسلامی می‌توان به مفاهیمی اشاره کرد که خاص مانوی‌گری بوده و در دین عربی اسلام در صحرای حجاز، ارزش شمرده نمی‌شدند اما عارفان و صوفیان اسلامی به ویژه عجم آن‌ها را به دامنه اعمال خود وارد نمودند مانند گرسنگی دادن به خود و روزه‌ها و نمازهای طولانی، پرهیز از کار و شغل و پیشه و مذموم دانستن کار دنیا که در سنت اسلامی پسندیده نیست. و نیز تجرد و دوری از ازدواج میان عرفای اسلامی درصورتی است که در دین مانوی ازدواج مذموم بوده و دین اسلام برعکس به کلی انسان‌ها را به ازدواج ترغیب می‌کند.
بنابر نظر سعید نفیسی:
اساس تعلیمات مانی برانداختن امتیازات طبقاتی و نژادی بوده و به همین جهت برتری را در ترقی فکر و ارتقاء معنوی قرارداده و این همان کاری است که پس از آن صوفیّهٔ ایران کرده‌اند. بدین معنی که همهٔ افراد با هم برابراند مگر آنکه از راه عبادت درجهٔ بالاتری به‌دست آورند. بدین گونه هر کس را شایستهٔ فیض می‌دانسته‌اند و راه درک فیض تربیت بوده‌است. گاهی پیروی تصوف از آیین مانی بسیار آشکارست… مانویان بفکر نورانی و حس نورانی و هوش نورانی و دربرابر آن بفکر ظلمانی و حس ظلمانی و هوش ظلمانی معتقد بوده‌اند. متصوفهٔ ایران نیز به نور ابیض و نور اسود معتقد بوده‌اند و شیطان را نور اسود می‌دانسته‌اند. محرک عمدهٔ ظهور آیین مانی امتیازات طبقاتی و برتری‌ای نژادی در دورهٔ ساسانیان بوده‌است و دین مانی پرخاشیست از سوی مردم ناکام و تحقیر شده در برابر کسانی که خود را نجیب‌تر و شریف‌تر می‌دانستند. به همین جهت در شریعت مانوی برتری تنها بسته به عبادت و ریاضت و ارتقاء در درجات روحانی و اخلاقیست و هرکسی از درجهٔ پست‌تر در نتیجهٔ این شایستگی به درجهٔ بالاتر و والاتر برود… در همهٔ فرق تصوف ایران درجاتی بوده‌است که تازه‌وارد می‌بایست از درجهٔ پست‌تر تدریجاً به درجات بالاتر برود تا آنکه شایستهٔ ارشاد بشود… درجات در فرق مختلف [تصوف ایران] تفاوت داشته و در بیشتر از فرق‌ها هفت درجه بوده‌است. در برخی تنها چهار درجه بوده و پیداست تقلید از درجات چهارگانهٔ مانویان یعنی استاد و شاگرد و برگزیده و شنونده بوده‌است.

## تاریخچه پژوهش و شناخت دین مانوی

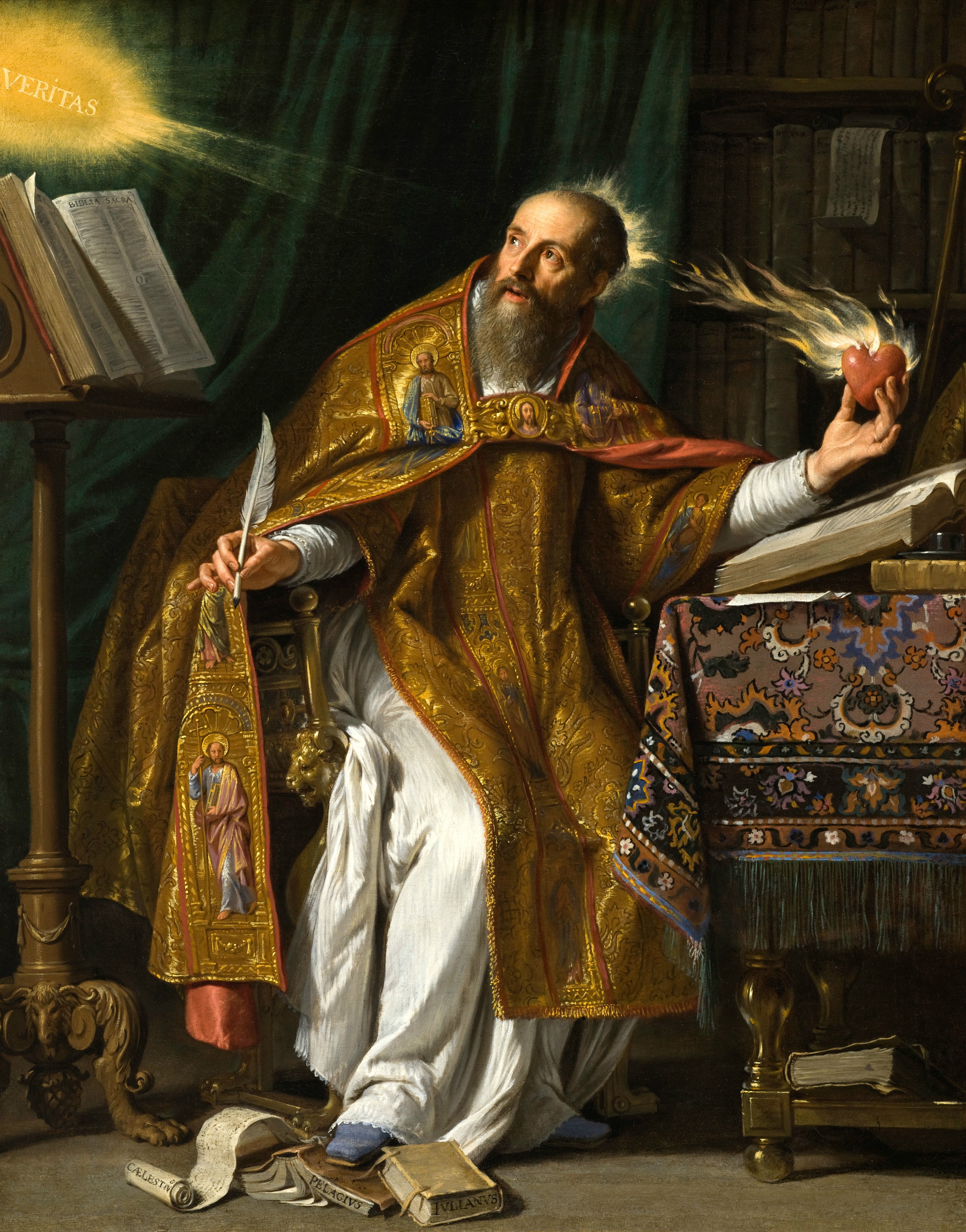
نگاره‌ای از آگوستین قدیس مسیحی که مدت نه سال مانوی بود و در آثار بعدی خود حملات تندی به مانویان انجام می‌داد.

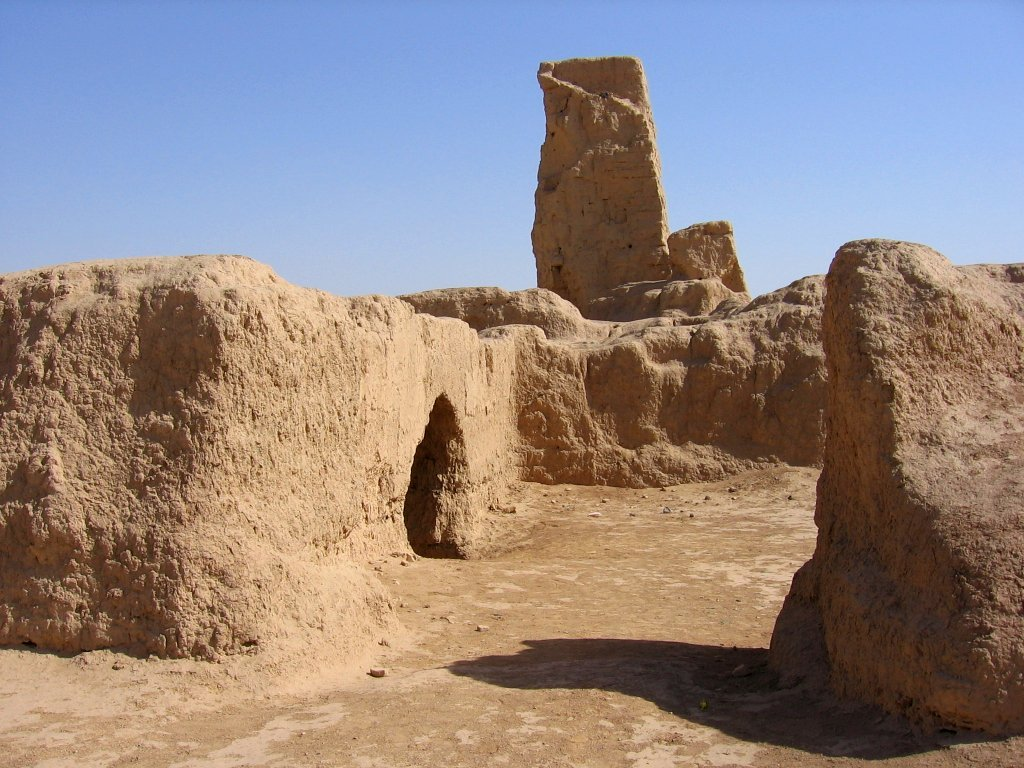
خرابه‌های اطراف شهر تورفان چین که بسیاری از آثار مانوی از میان آن به‌دست آمدند. کشف این آثار کمک شایانی به درک ماهیت اصلی دین مانوی نمود.

تا پیش از سده بیستم بیشتر اطلاعات و آگاهی ما از مانویت مبتنی بر گزارش‌های مورخان و نویسندگان متقدم اسلامی، مسیحی و زرتشتی بود که از آنجا که دین مانوی گونه‌ای از بدعت و الحاد تلقی می‌شد مطالب عمدتاً جانبدارانه و در مذمت مانوی‌گری ترتیب داده‌شده‌بودند. در اوایل قرن پیشین شماری از آثار مانویان از میان شن‌های انبوه واحه تورفان چین بیرون کشیده‌شد و به همراه آثار دیگری که در آسیای میانه به‌دست آمد تصویر جدیدی از دین مانوی که البته با گزارش‌های قبلی چندان هم بیگانه نبود به‌دست پژوهشگران افتاد. این آثار که به خطوط سغدی، پهلوی، اویغوری، مانوی و سریانی نوشته شده‌بودند، بسیاری از حقایق دینی مانویان را روشن کرد و به همین اندازه از اهمیت چند اثر سرود وار قبطی در ستایش مانی و زروان|پدربزرگی در مصر به خط و زبان قبطی نیز به‌دست آمد که نشان می‌دهد دین مانوی از چه نظام یکپارچه و گسترده‌ای میان هواداران خود برخوردار بوده‌است. عمده آثار قبطی به‌دست آمده به کتاب زبور مانی مربوط می‌شود.
مهم‌ترین آثار سنتی مطالعه مانوی‌گری را می‌توان کتاب اعترافات سنت آگوستین دانست. این قدیس رومی اگرچه خود بمدت نه سال مانوی بوده اما به‌دنبال توبه باز به مسیحیت می‌گرود و در کتابش اگرچه مملو از حمله به مانویان است اما اطلاعات جالبی از دین مانوی به‌دست می‌دهد. دیگر نویسندگان مسیحی نیز همین رویه سنت آگوستین را در قبال مانویان در پی گرفتند که با اعلام الحاد و تکفیر مانویان از سوی کلیسای کاتولیک و مبارزه با آنان این رسالات و کتاب‌ها در مذمت ایشان نوشته شد. همچنین پولس ایرانی در رسالات خود به‌شدت به مانویان می‌تاخت. دیگر دانشمند مسیحی اسکندر اسیوطی در مصر مقالات تندی ضد مانویان منتشر می‌نمود که بسیاری از آثار این‌ها دست‌مایه شناخت و بررسی ماهیت آئین مانوی تا پیش از قرن بیستم محسوب می‌شدند.
در دوره ساسانیان نیز به‌دنبال اعدام مانی در خوزستان به تحریک کرتیر مانویان به شرق بلاد ساسانی گریختند. اگرچه عده‌ای در خوزستان و آذربایجان همچنان سنت‌های خود را حفظ می‌کردند آثار خود را نیز به شرق بردند. در دوره ساسانی و حتی پس از آن زرتشتیان در مذمت و نکوهش مانویان آثاری خلق کردند و در بسیاری از آثار خود از مانی و عقاید مانویان نیز سخن راندند. یکی از بهترین این مراجع زرتشتی مردان فرخ اوهرمزداتان موبد قرن هشتم میلادی است که در کتاب شکند گمانیک وزار در یک فصل به توضیح عقاید مانویان پرداخته و یک یک آنان را به‌دنبال آن رد کرده‌است. همچنین در کتاب پهلوی دینکرد است که نویسنده زرتشتی آن بنام آذرفرنبغ فرخزادان در آن گزارش‌هایی از عقاید مانویان آنگونه که خود می‌دیده ارائه کرده‌است.
در دوران اسلامی مانویان با عنوان زندیق شناخته می‌شدند و کشتن آن‌ها نیز در دوره خلافت عباسیان سفارش شده‌بود. چند مورد از بزرگ‌ترین کشته شدگان مانوی آغاز اسلام را می‌توان نام برد که شامل ابن مقفع، ابن ابی العوجا، صالح بن عبدالقدوس، محمد بن سعید بن حسان، حسین منصور حلاج و افشین است که همگی به اتهام زندقه و مانوی‌گری کشته شدند. در این دوره با وجود نابود شدن جوامع مانوی در بسیاری مناطق نویسندگان مسلمان بیش از پیشینیان به بررسی و بیان آراء مانویان پرداختند و کتاب‌های بسیاری دربارهٔ آن‌ها نوشته شد که تقریباً همگی در مذمت مانویه بود. از بزرگ‌ترین نویسندگانی که به دین مانوی پرداختند می‌توان به مسعودی، ابن ندیم، ابوریحان بیرونی، شهرستانی را می‌توان نام برد که بیرونی و ابن ندیم نویسنده کتاب الفهرست مطالب مفیدتری در اختیار پژوهشگران قرار دادند و از تعصب کمتری نیز برخوردار بوده‌اند.
تا سال ۱۹۰۴ میلادی تنها منابع شناخت دین مانوی همین آثار متعددی بودند که از سوی مخالفان مانویت تألیف شده بودند. در این سال گروهی از باستان شناسان برای یافتن حقیقت ویرانه‌های باستانی تورفان راهی چین شدند. به‌دنبال کاوش‌های علمی این افراد از دورن مغاره‌ای که ورودی آن برای مدت ده قرن بسته شده بود آثار قدیمی مانوی بر روی برگ‌ها و کاغذها و صفحات چرمی بیرون کشیده شد. این یافته‌ها که در ابتدا مشخص نبود به چه زبان و خطی نوشته شده و به چه دوره‌ای تعلق دارد به موزه‌ها و موسسات تحقیقاتی در لندن و برلین آلمان و سنت پترزبورگ روسیه منتقل شد. دانشمندان بزرگ زبان‌شناس مانند مولر در آلمان و زالمان در روسیه کار بر روی آن‌ها را آغاز کردند. مولر بدون اینکه بداند اوراق پیش رویش به زبان پارتی نوشته شده‌اند موفق شد آن‌ها را ترجمه و تکمیل نماید. در همین تحقیقات زبان از یاد رفته سغدی مجدد زنده شد و زمینه و امکان شناخت این زبان از دست رفته پدید آمد. حدود سی سال بعد والتر هنینگ ایران‌شناس نامی آثار ترجمه شده را در آلمان منتشر کرد. مری بویس نیز آثار نوشته شده به زبان‌های ایرانی را به همراه کلید آن به چاپ رساند. در همان دوره کارل اشمیت به کشف بزرگ دیگری نائل شد و دست‌نوشته‌های قبطی مانوی را در مصر کشف و ترجمه نمود. مجموعه فراوان آثار ترجمه شده واقعیت و ماهیت اصلی آئین و باورهای مانوی را تاحد زیادی روشن ساخت.
از بزرگ‌ترین مانوی‌شناسان جهان می‌توان به مری بویس، والتر هنینگ، ورنر زوندرمان و دِزمُند دورکین‌مَیسْتِراِرنْست اشاره نمود.
فریده رازی کتابشناس، کتابی تحقیقی در مورد کتاب‌شناسی مانی تالیف کرده‌است.